# 乾酪
芝士，又名奶酪、乳酪，音譯芝士、起司、起士、吉士，是多種乳製芝士的通稱，有各式各樣的味道、口感和形式。乾酪以奶類為原料，含有豐富的蛋白質和脂質，乳源包括家牛、水牛、家山羊或綿羊等。製作過程中通常加入凝乳酶，造成其中的酪蛋白凝結，使乳品酸化，再將固體分離、壓製為成品。有的乾酪在表面或內部布有黴菌，给奶酪带来特别的风味。根据种类不同，奶酪在常温时可为坚硬的固体或柔软的半固体，高温时都会融化，呈粘稠的半液体状态。
奶酪可以分為上百種，乳源（產乳動物所吃的食物也有差異）是否使用巴斯德消毒法、乳脂含量、細菌和霉，處理方法和發酵決定了他們的形狀、口感及味道。奶酪可以用香草、香料或者煙燻來調味。奶酪中的黃色和紅色（例如紅萊斯特奶酪）是由於添加了胭脂樹的种子。
少數乳酪中牛奶是通過加入醋、檸檬汁或者其他的酸來凝固的，而大部份的乳酪是通過細菌輕微酸化，將乳糖變為乳酸，然後加入凝乳酶使之完全凝固。凝乳酶可由小牛的胃中取出，也可以採用細菌培養或被其他物質代替。大多數素食奶酪是由真菌米黑毛霉發酵製成，但也有一部份是由菜薊屬的不同種類提取出的。
大多奶酪呈乳白色到金黄色，含有丰富的蛋白质、脂肪、鈣、磷、维生素A、維生素B12等。现代也有用脱脂牛奶作的低脂肪干酪。

## 名稱
英文中「cheese」一詞來自拉丁文“caseus”。中文中的起司或芝士，由英文中的cheese演變而來。乾酪則出自北魏《齊民要術》，現今亦用作同義詞。

## 歷史

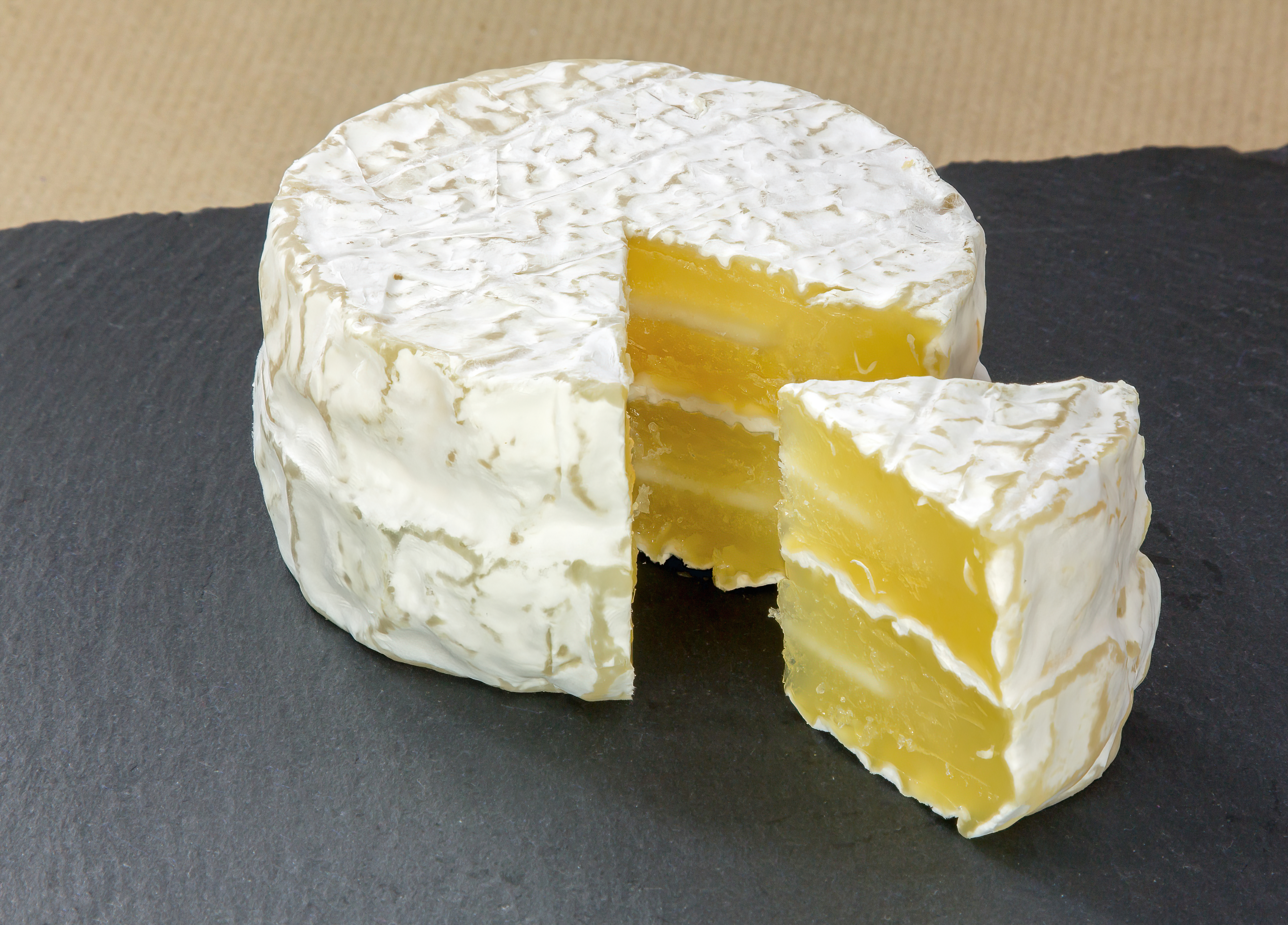
奶酪

乾酪是在歷史還沒被記載前就有的古老食品。到目前為止，製造乾酪的起源還沒有確鑿的證據。歐洲、中亞地區、或中東地區都有可能是乾酪的發源地。但這製造乾酪的技術已在羅馬時期之前就在歐洲範圍內散播；還有，根據老普林尼，當羅馬帝國興起時乾酪製作已經成為一個尖端的行業。
相傳乾酪是起源於阿拉伯。約在六千年前，阿拉伯人將牛奶和羊奶放入皮革器皿中，作旅途解渴之用，繫於駱駝側。在艷陽高照的沙漠上顛簸行走數小時後，卻發現袋內的羊奶已分成兩層，一層透明狀的乳清及白塊凝脂。原來皮革器皿中含有類似凝乳酶的酵素，加上旅途顛簸搖盪及被太陽高溫照射，乳液隨之發酵，形成半固體狀態，最初的芝士就這樣誕生。至於現代奶酪的制作方法是由欧洲人最先发明的，目的是为了保存多余的牛奶，也方便作旅行食物。传统的乾酪大多用生牛奶制作，现代对于这种做法的卫生性有不同看法，但是对用消毒奶作出的乾酪味道好坏也有争议。
奶酪的最早證據是公元前二千年初期的烏爾第三王朝的蘇美楔形文本。公元前2000年在埃及墓葬壁畫中描繪了奶酪的製造。阿拉伯傳說將奶酪的發現歸因於阿拉伯貿易商儲存牛奶方法的步驟。然而，奶酪在蘇美人中已經是眾所周知的。
中國新疆塔克拉瑪干沙漠發現中國現存最古老的奶酪，分析其中的蛋白质和脂肪，約為公元前1615年。
2010年法國考古學家考古學家在位於埃及塞加拉（Saqqara）的古城孟菲斯巿長卜塔邁斯（Ptahmes）之墓內發現了3200年前的芝士，經研究後確認該芝士固體殘渣，為全球最古老的芝士固體殘渣，有關研究已刊登在《分析化學》（Analytical Chemistry）期刊。

## 分类

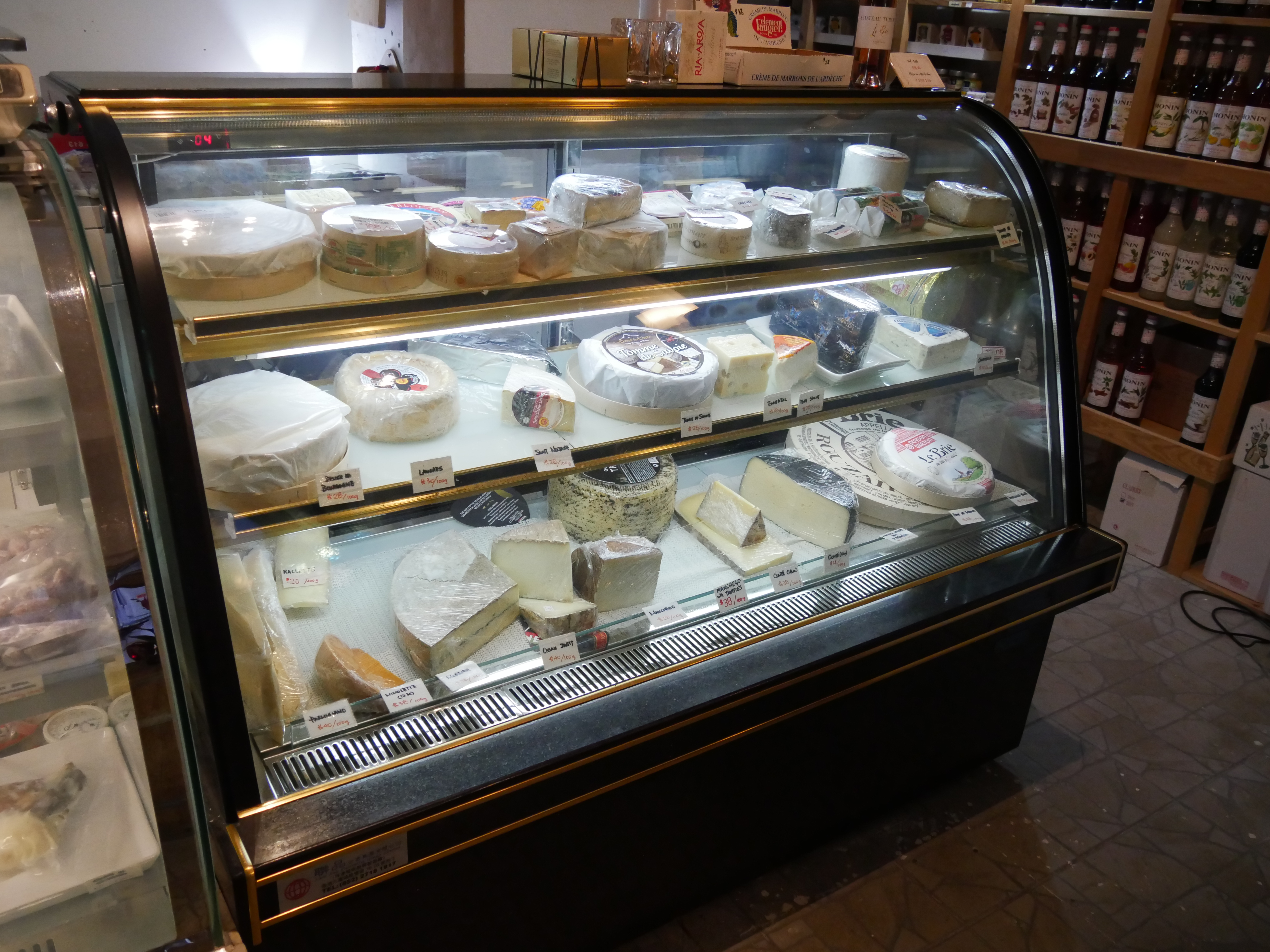

做好的起司按照含水量可分为软、硬和極硬；另外还可以按照做法和外形分为以下几种：
- 鲜乾酪：只是奶加热或加酶结块之后，包纱布挤乾水分。这种要现买现吃，可以在冰箱短期保鲜，但不宜超过一周左右，否则可能变质。這類包括：
  - 茅屋起司（cottage cheese）、奶油芝士（cream cheese）
  - 希腊的菲達芝士（feta）为山羊奶酪
  - 法国的fromage frais、petit-suisse、 Sainte-Marie
  - 意大利的莫薩里拉乾酪（Mozzarella）、做提拉米蘇用的馬斯卡彭（Mascarpone）、瑞可塔起司（ricotta）
  - 印度的paneer。
- 花皮软乾酪（又稱白紋乾酪）：这种乾酪有一层粉红撒白粉的皮，和软软的心。一般这种乾酪把鲜乾酪压成小圆饼（别的形状少见），然后撒上青黴菌，一到两月完成，切开之后直接拿柔软的心涂面包。这类包括：
  - 苏格兰的邦切斯特芝士（Bonchester）
  - 法国的布利乾酪（Brie）、金文拔芝士（Camembert）（台灣多稱為卡門貝爾）、Carre de L'est、沙烏斯起司（chaource）、庫洛米耶起司（coulommier）、feuille de dreux、fougeru及紐沙特起司（neufchâtel）。
- 富强乾酪：这种乾酪和花皮软乾酪做法相似，但是用添加奶油的牛奶，脂肪含量由40%-50%升到75%。这类包括：
  - 法国的布爾桑起司（Boursin）、Boursault、Excelsior、Lucullus及Pierre Robert。
- 洗皮乾酪：这种奶酪也和花皮软乾酪做法相似，但是出硬皮之后，整块泡入盐水或酒；泡好的皮比较亮，从杏色到红色，一般皮的味道比较浓臭，大多數人都不喜歡吃。这类包括：
  - 丹麦的艾斯諾姆芝士（Esrom）
  - 荷兰的古烏達芝士（Gouda，台灣多稱為高達起司）
  - 德国和比利时的林堡芝士（Limburger）
  - 爱尔兰的米利斯芝士（Milleens）
  - 德国的芒斯特芝士（Munster）
  - 比利时的Renmoudou（Piquant）
  - 希臘的菲達芝士（Feta）
  - 意大利的塔雷吉歐乳酪（英语：Taleggio cheese）（Taleggio）
  - 英格兰的卡爾菲利芝士（Caerphilly）
  - 瑞士和法国的金山乳酪（Vacherin）
  - 法国的Bergoues、Chaumont、Coeur d'Arras、Dauphin、Epoisses、Langres、Livarot、Maroilles、Murol、Nantais、Pont l'Eveque、Reblochon、Saint-Florentine、Saint-Nectaire、Saint-Paulin、Saint-Remy、Sorbais、Trappiste de Belval。
- 青（蓝）紋乾酪：这种乾酪是在结块之后，撒上灰绿青霉，然后压块；这种真菌会长成綠色条紋。这类有很多种，一般做软奶酪的都可以改为青紋奶酪，味道很重，要吃上几次才会习惯上瘾。最有名的是：
  - 意大利的古岡左拉芝士（Gorgonzola）
  - 法国的罗克福奶酪（Roquefort）
  - 英国的斯蒂爾頓芝士（Blue Stilton）
- 硬熟乾酪：这种乾酪是在结块之后，打碎煮过，然後盡力擠乾所有水分。一般比较硬。
- 生压乾酪：生压乾酪包括很多种，各种软硬和味道都有，唯一特点是没有煮过。
- 牛奶乾酪：最常吃到的起司種類，由牛奶製成。
- 山羊乾酪：山羊奶酪是用山羊奶制作。开始是穷人的奶酪，因为穷人只能养的起一只什么都吃的羊。欧洲大部分山羊酪是软的，但是英国的有软有硬。有一些山羊酪有羊羶味道，但是大多和牛奶酪差不多。
- 绵羊乾酪：绵羊乾酪味道在山羊酪和牛奶酪之间。很多对牛奶过敏，但是又爱吃乾酪的人会买绵羊乾酪。
- 驢奶乾酪：世界上最貴的起司，由巴爾幹驢的奶製成。
- 酸奶乾酪：新疆地区的一种奶酪，利用当地气候风干制作，质地较硬需要长时间含在口中如吃硬糖般舔食，味道以酸味居多。市面上多以“酸奶疙瘩”冠名进行出售。伊犁也有质地较软的奶酪与其他口味的酸奶疙瘩。

## 产地

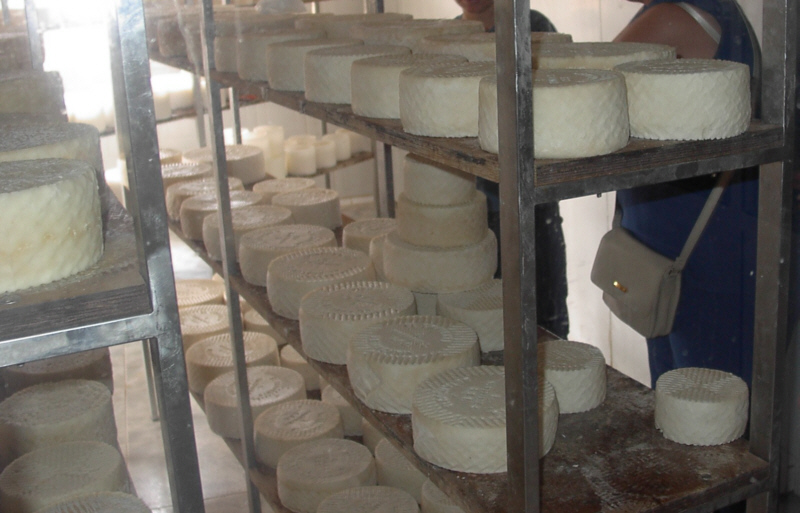
富埃特文圖拉島上生產的起士

奶酪也根据产地进行分类。详见世界各地奶酪列表。此外，农牧业发达地区大多也进行小规模的奶酪生产，比如中国新疆伊犁及内蒙古等部分地区。

## 食用

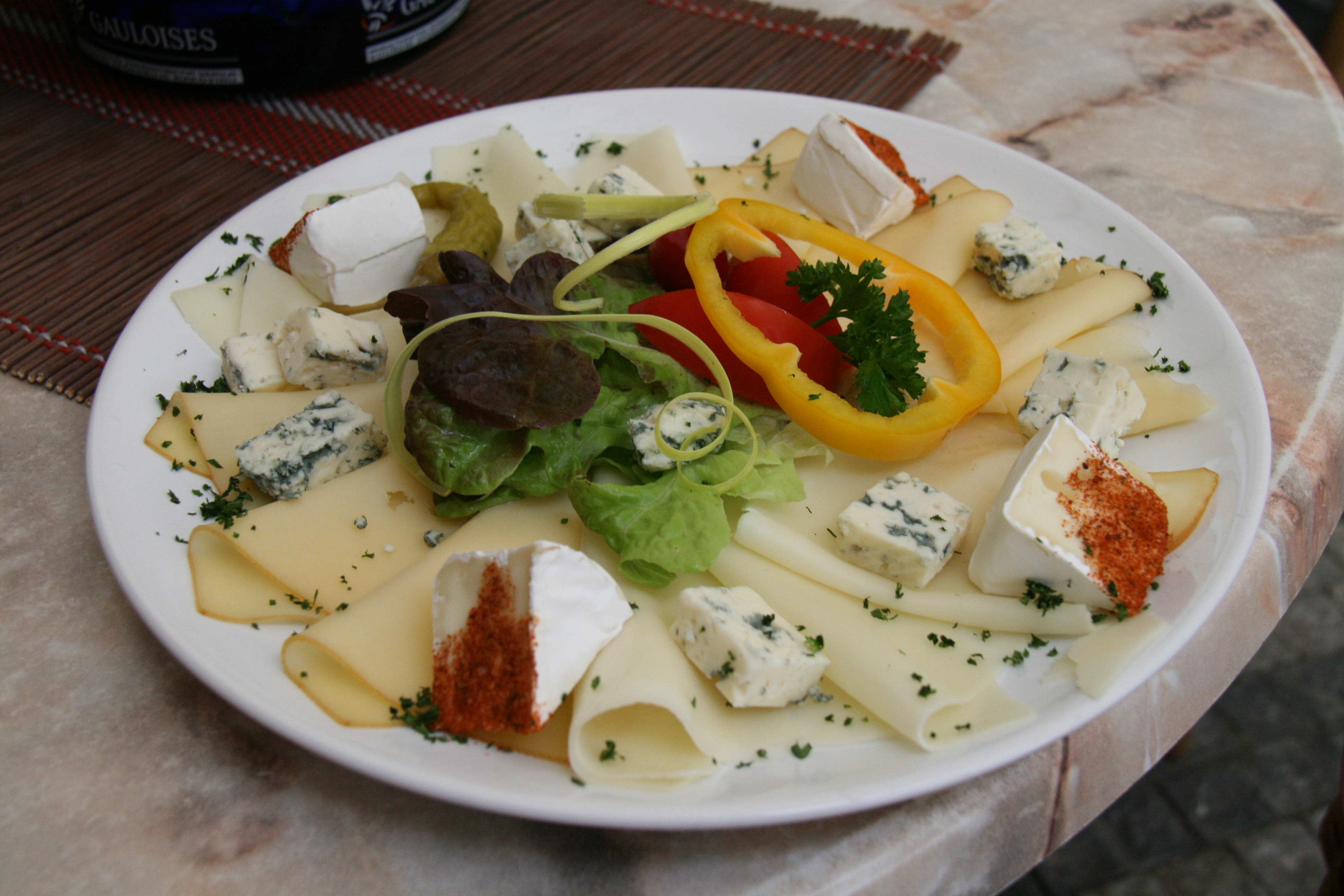
乾酪方塊拼盤

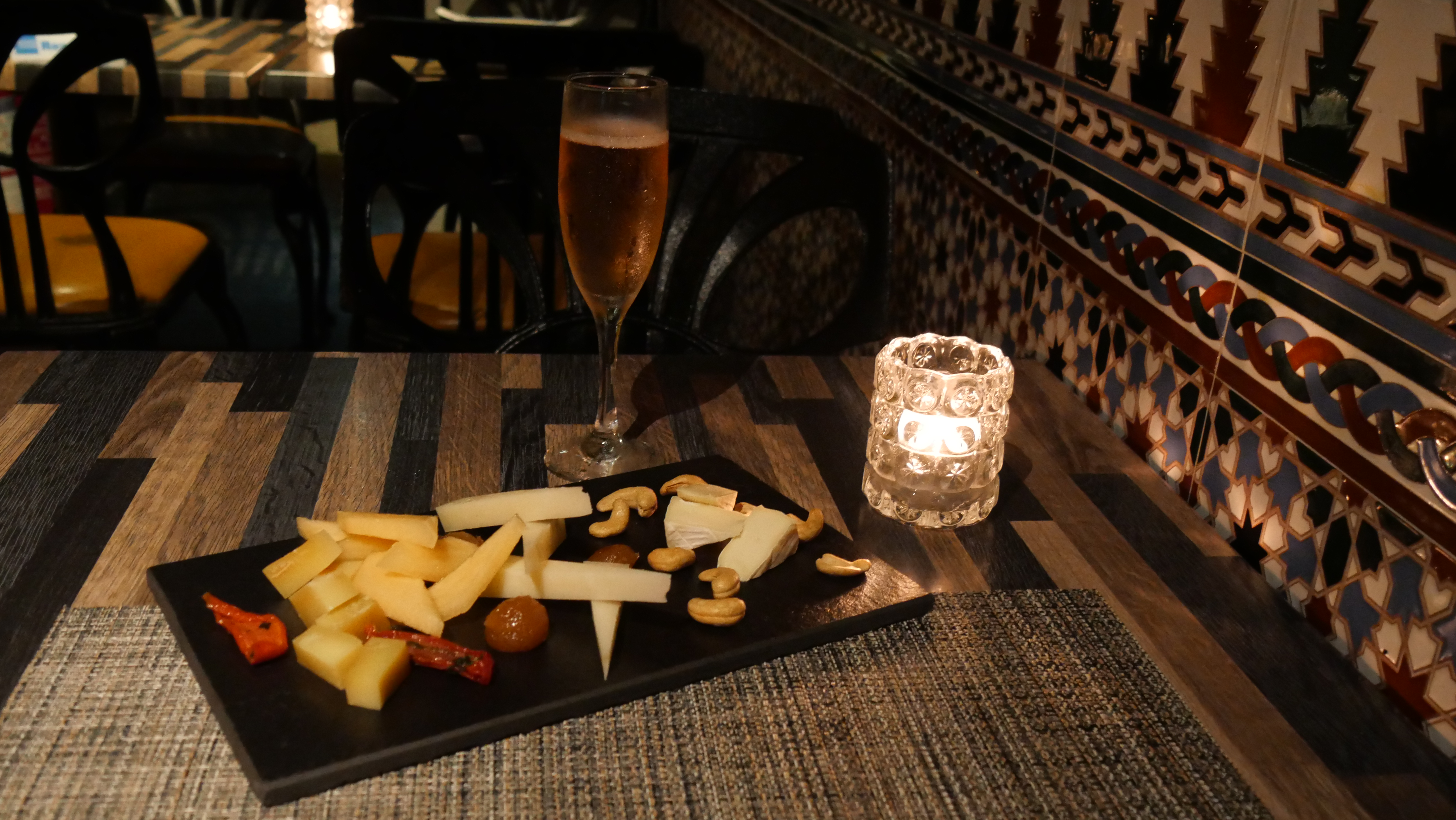
奶酩拼盤配一杯玫瑰紅酒

各国有不同的做法。奶酪有很多吃法。奶酪配饼干是一些西方人午餐的选择。奶酪与葡萄酒，是法式餐食主菜之后、甜食之前的一道。烧意大利菜亦离不开奶酪，做意式麵食和比萨饼都需要奶酪。希腊人用生菜、橄欖和奶酪凉拌。传统的瑞士芝士火锅（fondu）是当地冬季的暖身美食。著名的奶酪食品还有：芝士蛋糕，奶酪荷包蛋，法国洋葱汤等。芝士在英國殖民地時期傳入香港，香港在1950年代已有中文報紙向讀者介紹怎樣在家自製芝士焗龍蝦。中国没有食用奶酪的传统，因为东西方饮食文化的差异，较少将奶制品作为日常膳食的主要组成部分，也由於乳类发酵制品是有怪异气味的食品，所以整体接受度仍是较低，近年奶酪的消费量虽有增长，但对比西方国家，以至在亚洲的日韩，消费量的差距还是差很大。
奶酪，尤其是成熟奶酪有特殊的气味，没有吃过的人初次尝试可能会感到不适。有些人吃了奶酪不舒服，原因可能有两个：第一是因为奶酪营养太高，容易因难以消化而引起发胀，越硬的奶酪越是会这样；另外一个原因是无法消化乳糖（乳糖不耐症），奶酪中的乳糖含量较牛奶中少，切达奶酪中的乳糖含量只有牛奶中的5%，而且越老的奶酪中的乳糖含量越低。
此外猶太教飲食規則中禁止肉乳相混，也是出於防範因難以消化而引起發脹形成腸胃不適的情形。
著于古罗马的《论农业》一书中认为，羊奶酪比牛奶酪更易消化。

## 全世界的生產量及銷售量
乾酪是全世界的主要農產品，依照聯合國糧食及農業組織的資料，2011年全世界生產的乾酪超過二千萬公噸，相當於世界上每個人約三公斤。世界上最大的乾酪生產國是美國，約佔全世界生產量的26%，其次的是德國及法國。在美國生產的乾酪主要是以莫薩里拉乾酪及車打芝士，遠高於其他種類的乾酪。 
| 2011年前十大乾酪生產國 （吨） | 2011年前十大乾酪生產國 （吨） |
| ----------------------------- | ----------------------------- |
| 全世界                        | 20,072,035                    |
| 欧盟                          | 8,858,482                     |
| 美国                          | 5,162,730                     |
| 德国                          | 2,046,250                     |
| 法國                          | 1,941,750                     |
| 義大利                        | 1,132,010                     |
| 荷蘭                          | 745,984                       |
| 波蘭                          | 650,055                       |
| 埃及                          | 644,500                       |
| 俄羅斯                        | 604,000                       |
| 阿根廷                        | 580,300                       |
| 加拿大                        | 408,520                       |

只有愛爾蘭、紐西蘭、荷蘭及澳洲的乾酪製品是出口導向的，各國的乾酪製品出口的比例約佔95%、90%、72%及65%。法國生產的乾酪只有35%會販售到國外。美國是世界最大的乾酪生產國，但其大部份的乾酪是國內使用。
| 2010年前十大乾酪和凝乳出口國 （以銷售額計算，單位為一千美元） | 2010年前十大乾酪和凝乳出口國 （以銷售額計算，單位為一千美元） |
| ------------------------------------------------------------- | ------------------------------------------------------------- |
| 全世界                                                        | 25,207,664                                                    |
| 欧盟                                                          | 19,567,862                                                    |
| 德国                                                          | 3,995,010                                                     |
| 法國                                                          | 3,534,620                                                     |
| 荷蘭                                                          | 3,239,085                                                     |
| 義大利                                                        | 2,201,038                                                     |
| 丹麦                                                          | 1,350,514                                                     |
| 新西兰                                                        | 1,041,534                                                     |
| 比利时                                                        | 792,887                                                       |
| 爱尔兰                                                        | 743,818                                                       |
| 美国                                                          | 701,854                                                       |
|                                                               | 682,834                                                       |

| 2010年前十大乾酪和凝乳進口國 （以銷售額計算，單位為一千美元） | 2010年前十大乾酪和凝乳進口國 （以銷售額計算，單位為一千美元） |
| ------------------------------------------------------------- | ------------------------------------------------------------- |
| 全世界                                                        | 24,281,661                                                    |
| 欧盟                                                          | 15,875,471                                                    |
| 德国                                                          | 3,451,310                                                     |
| 義大利                                                        | 1,997,236                                                     |
| 英国                                                          | 1,909,123                                                     |
| 法國                                                          | 1,399,401                                                     |
| 俄羅斯                                                        | 1,319,892                                                     |
| 比利时                                                        | 1,298,907                                                     |
| 西班牙                                                        | 1,101,922                                                     |
| 美国                                                          | 1,003,147                                                     |
| 日本                                                          | 935,562                                                       |
| 荷蘭                                                          | 864,789                                                       |

## 圖集

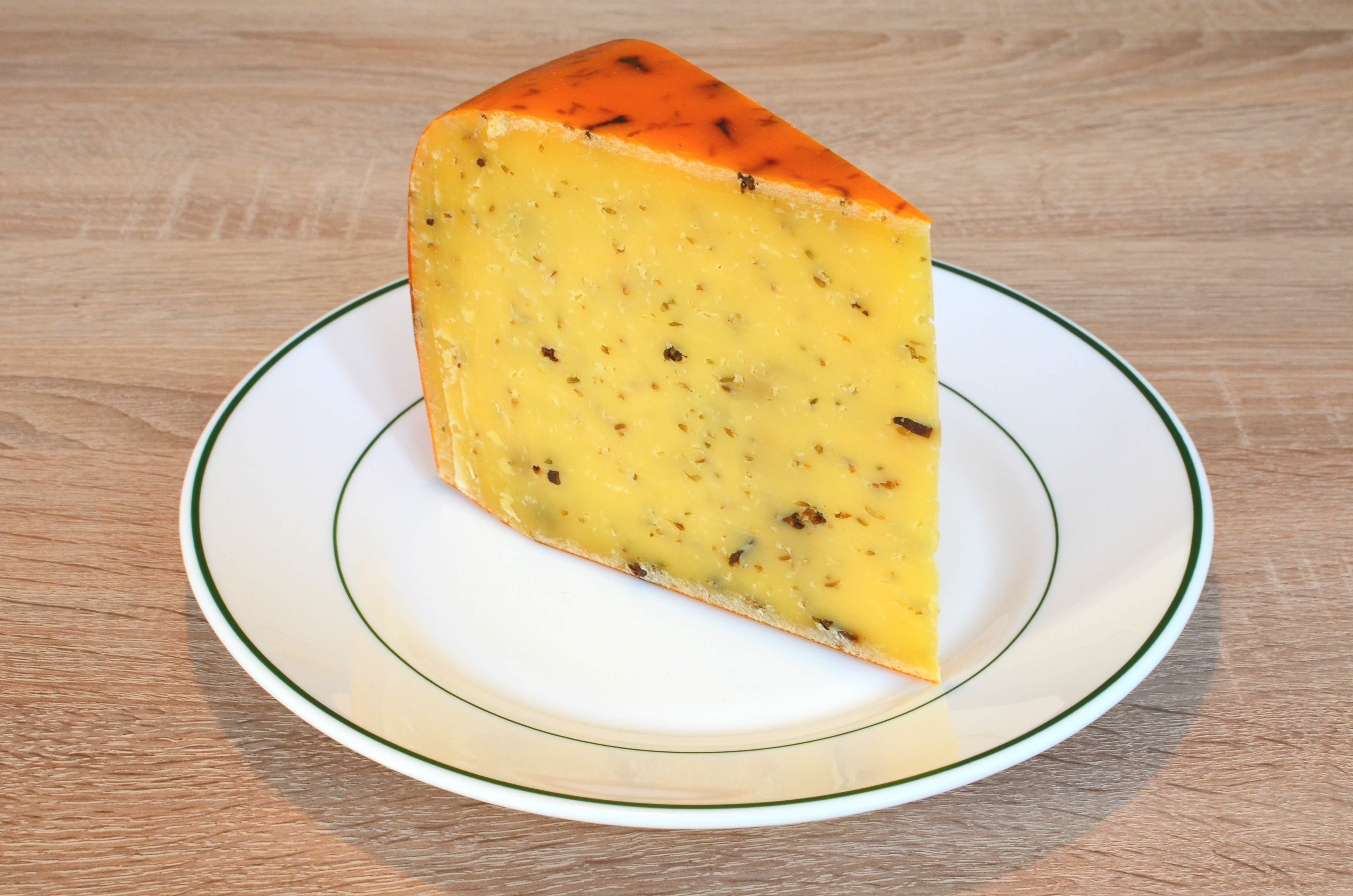
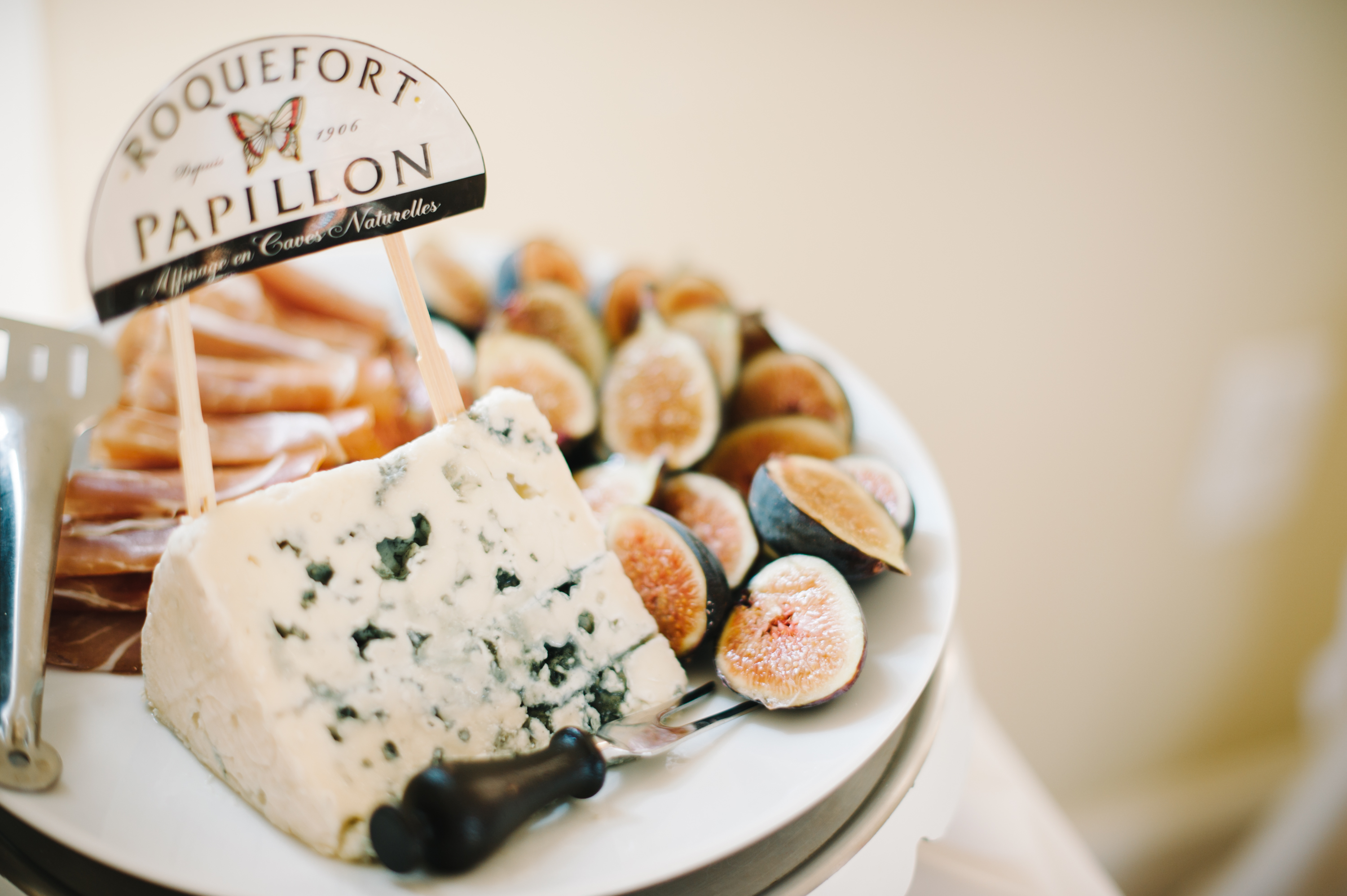
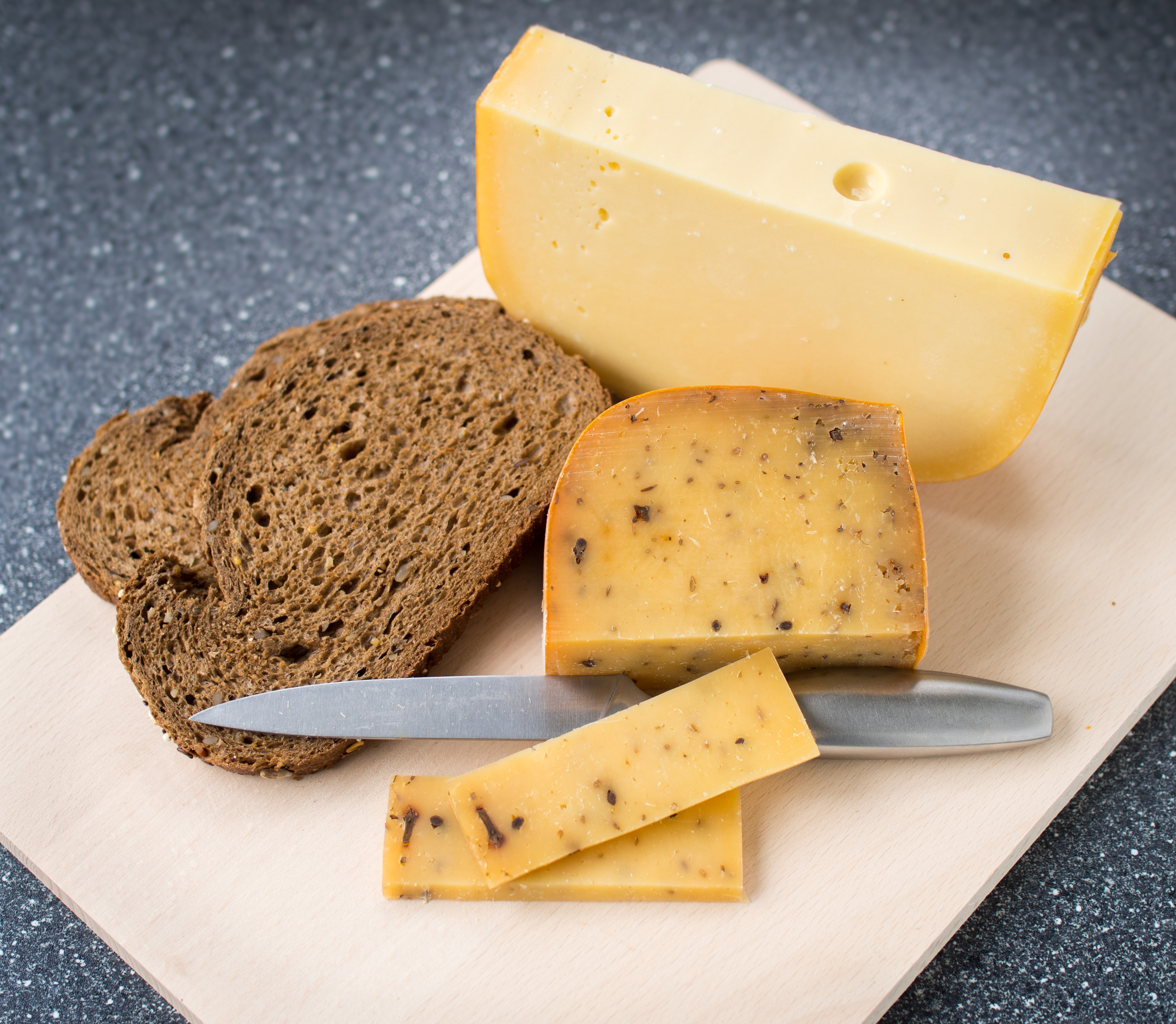
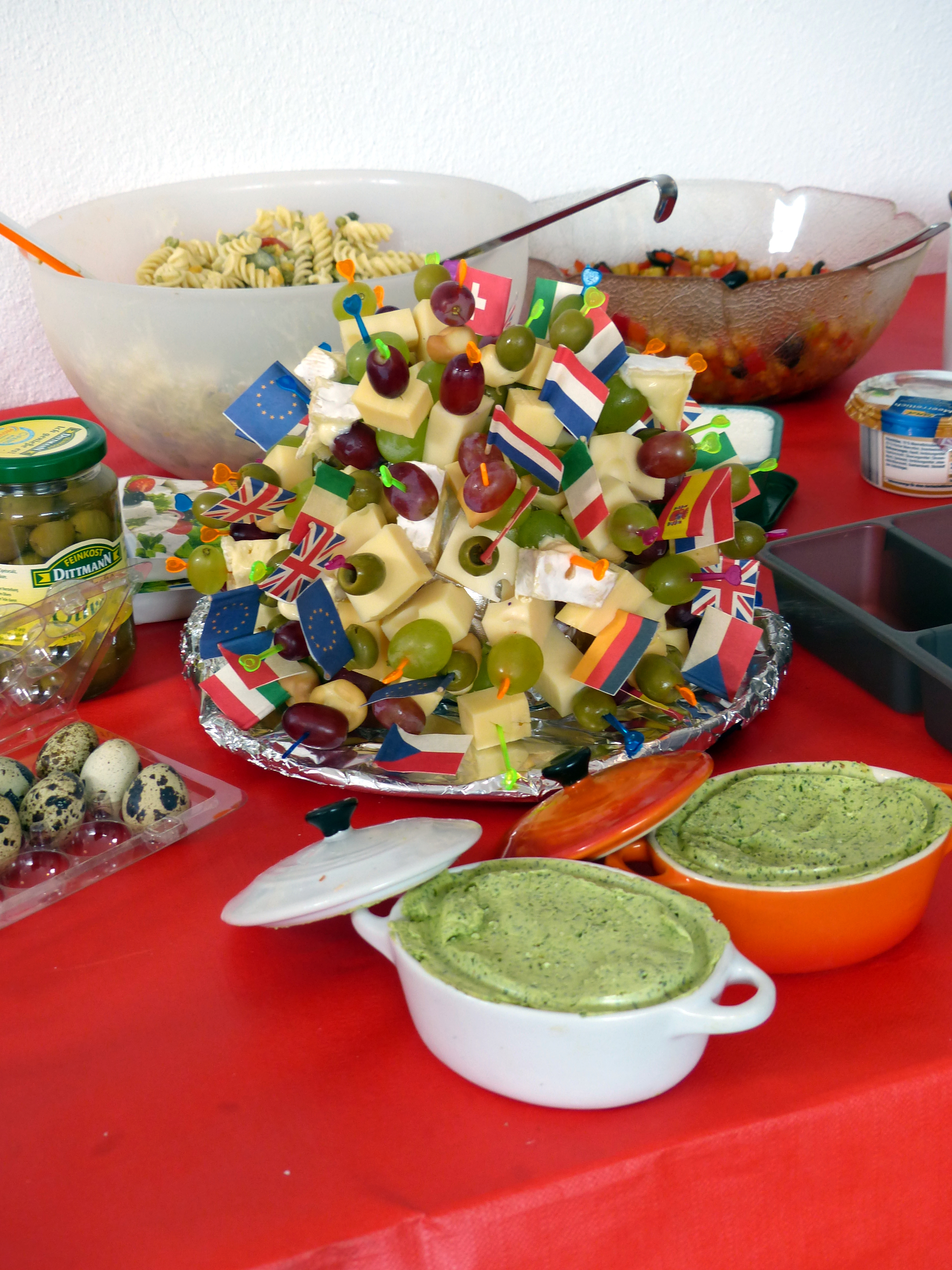
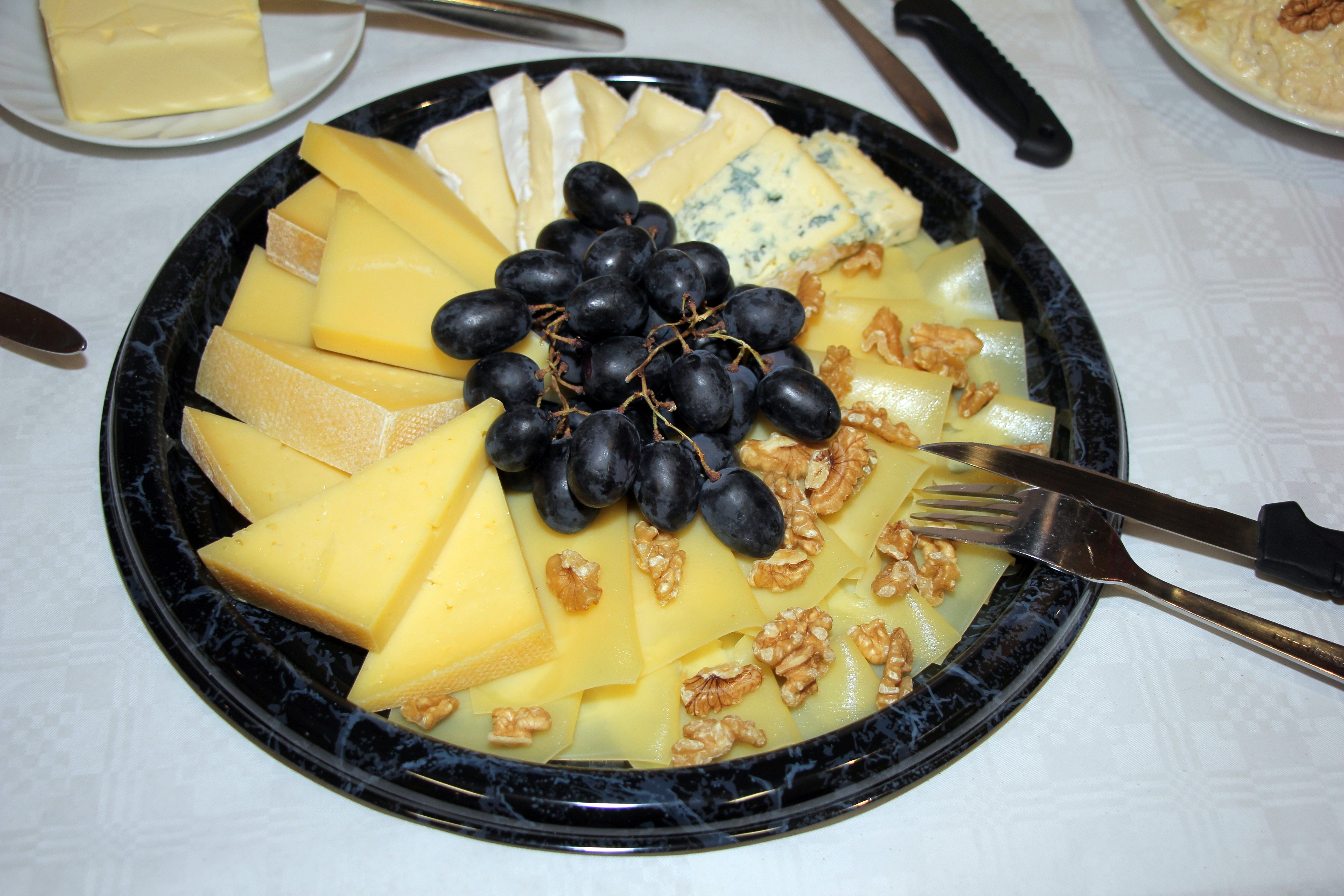
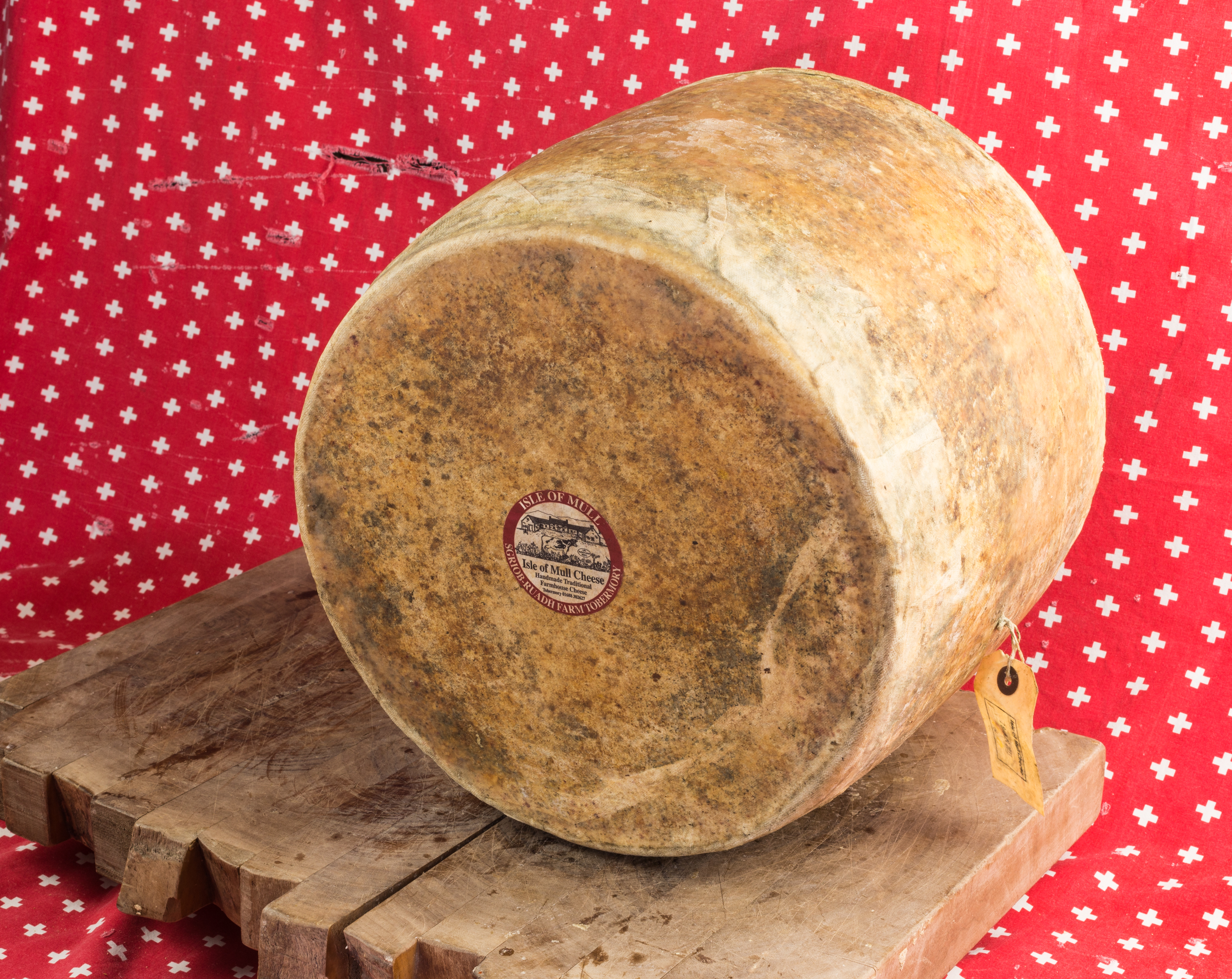
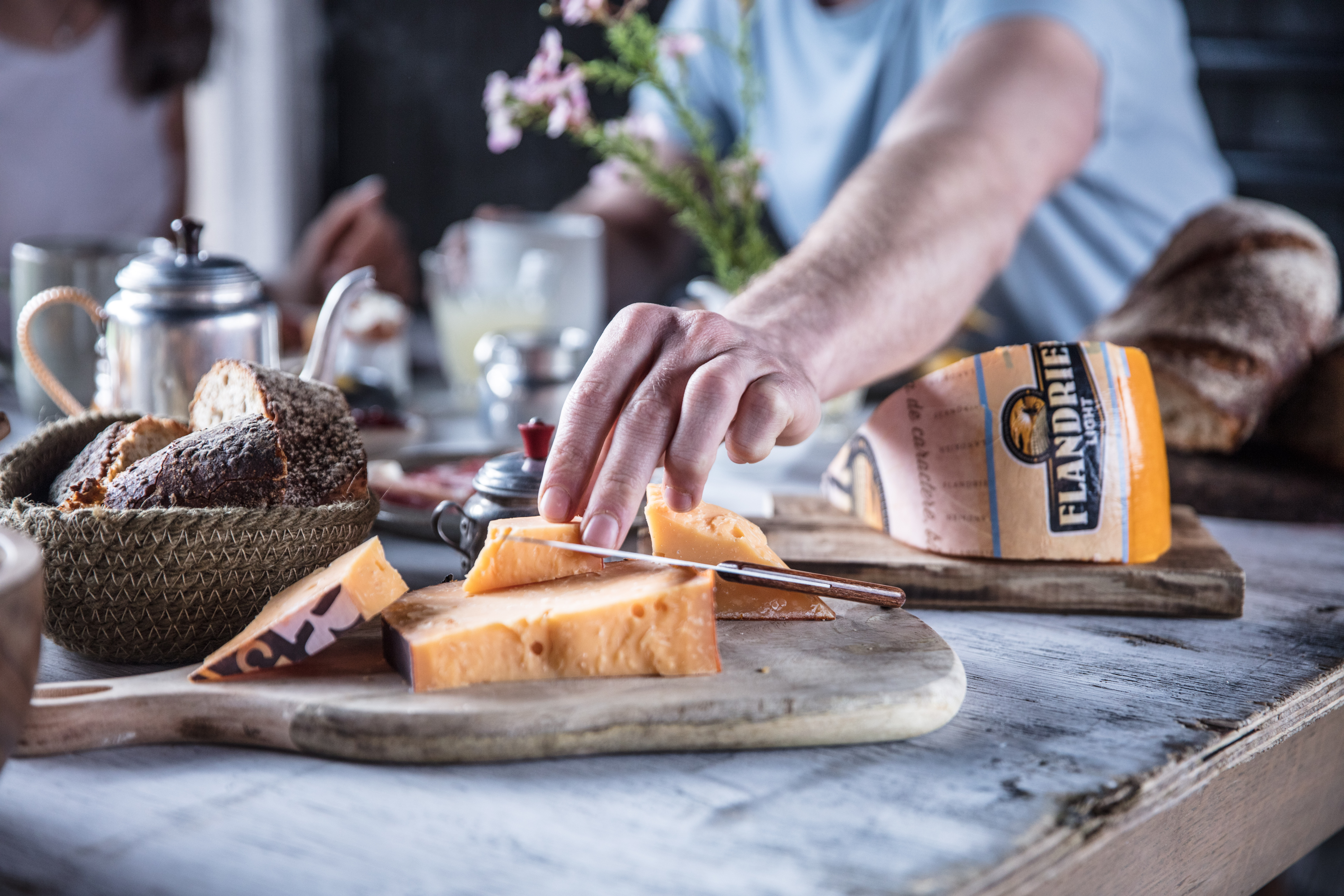
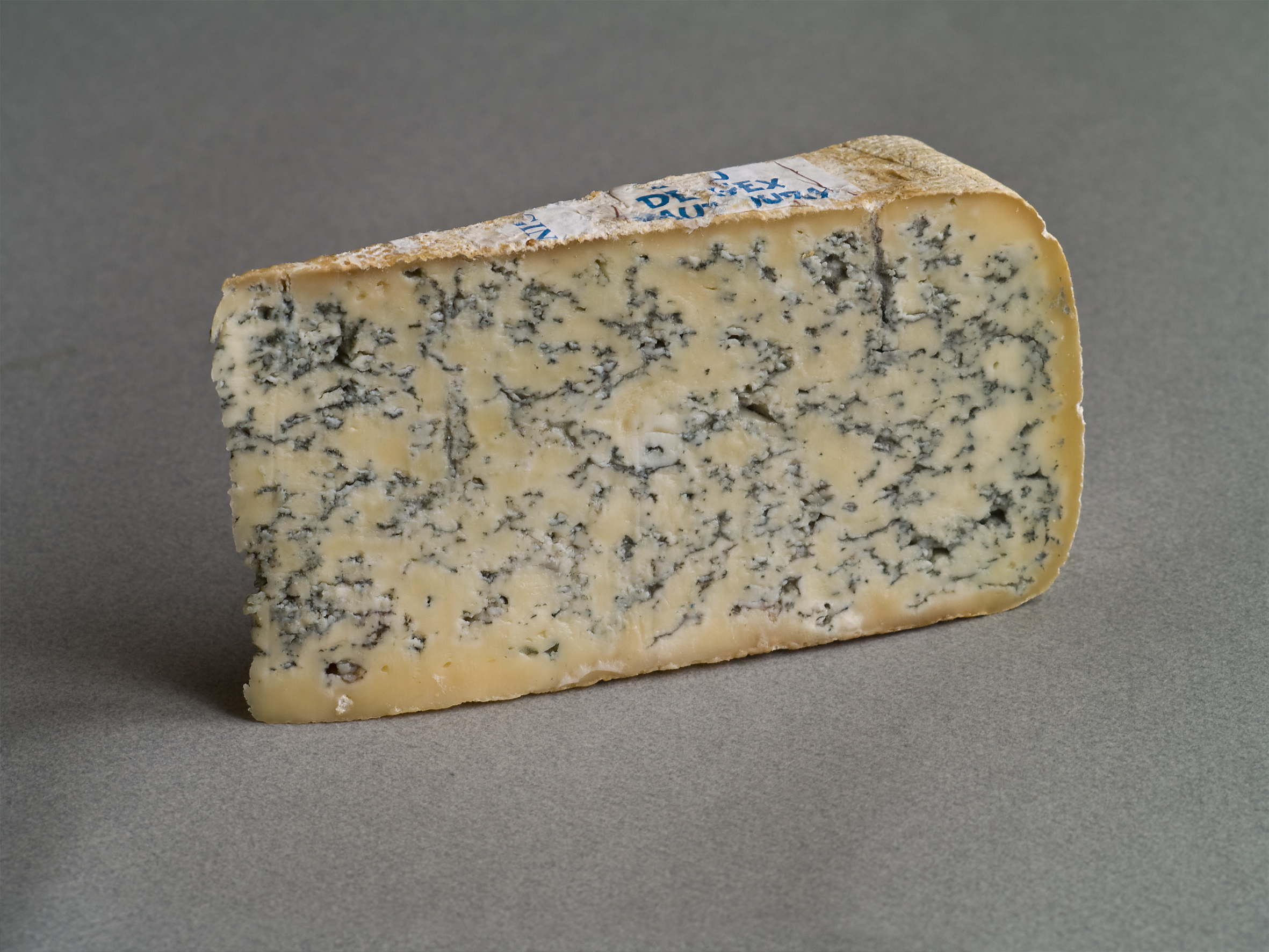
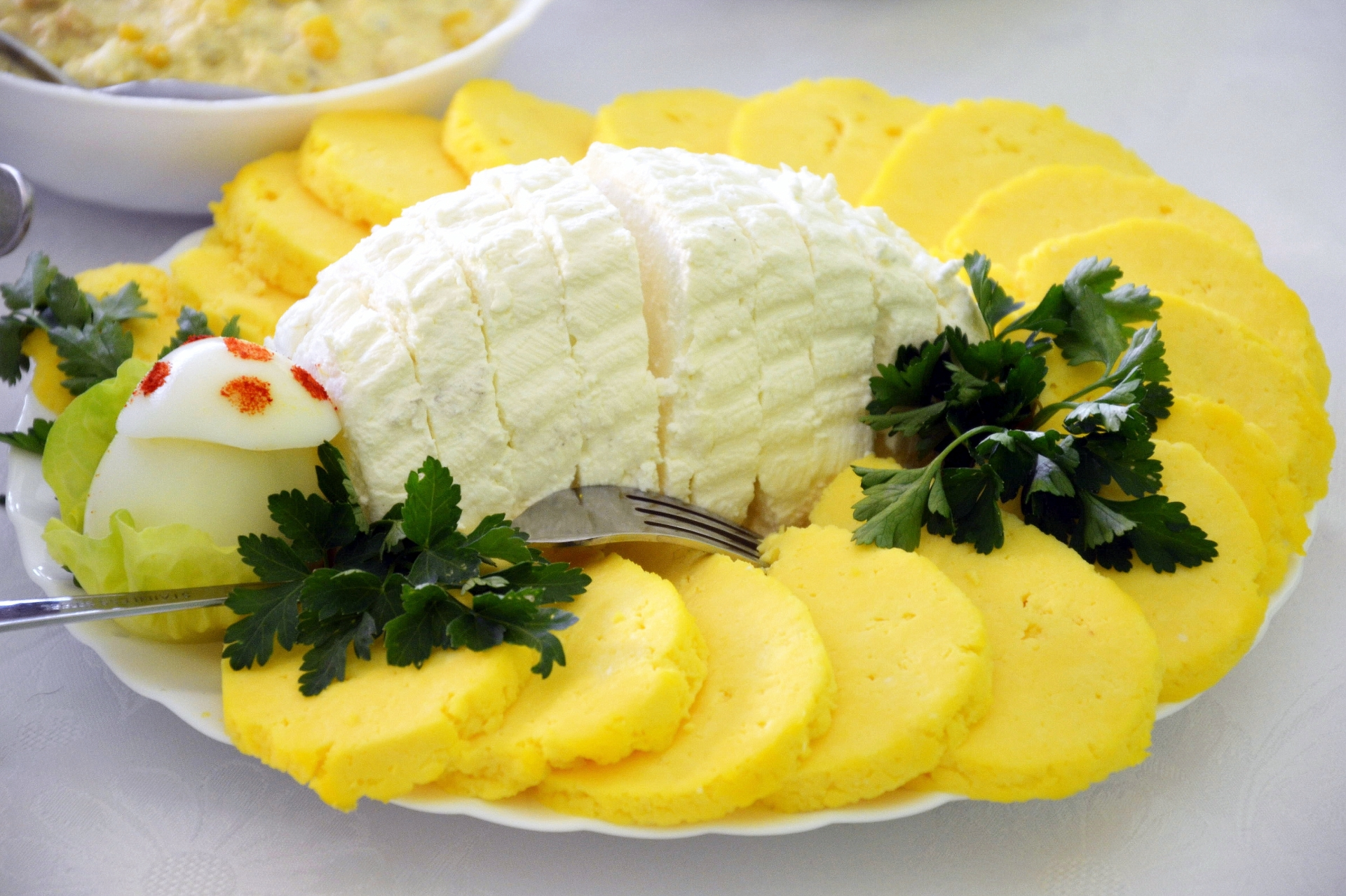
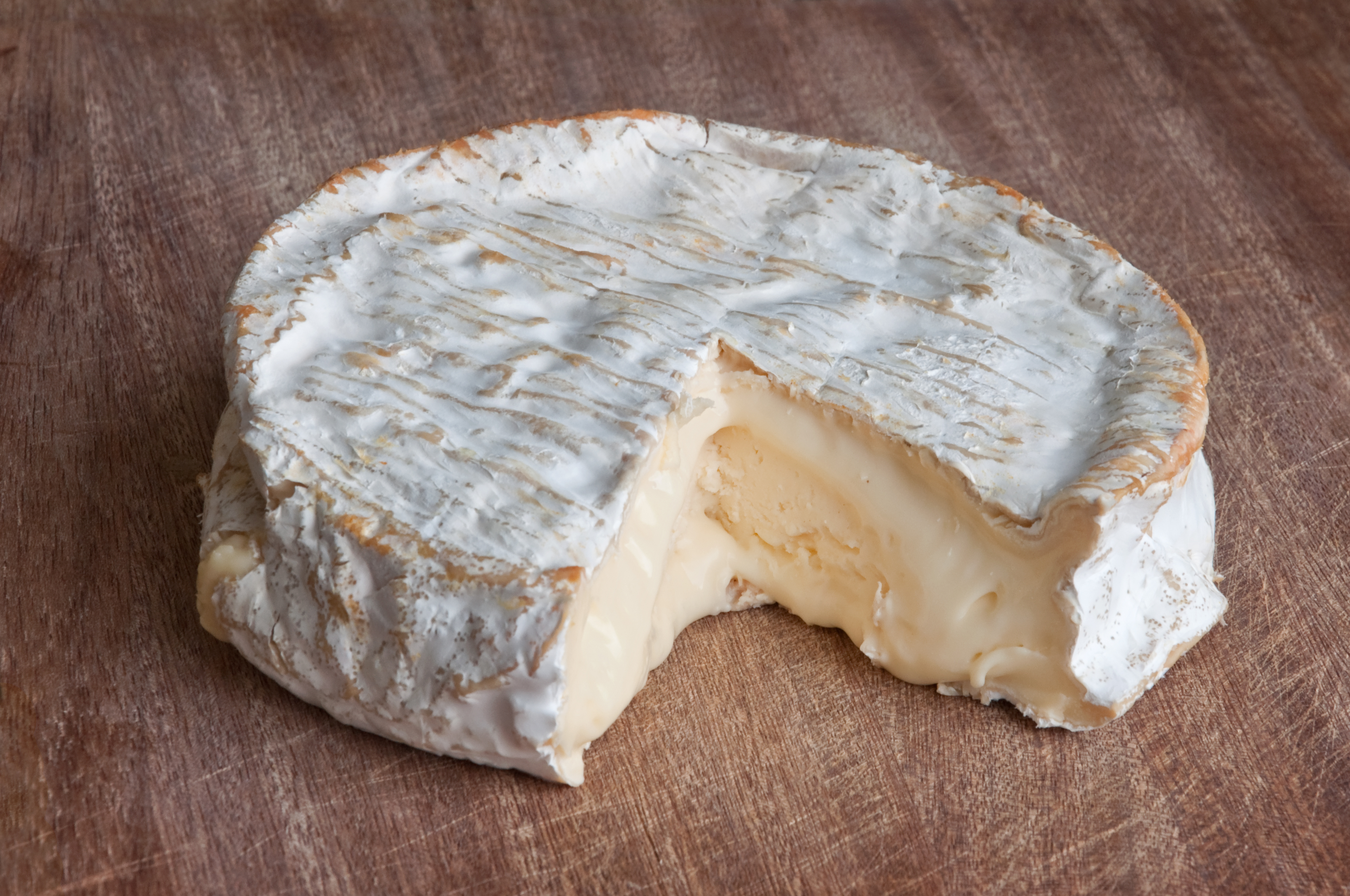
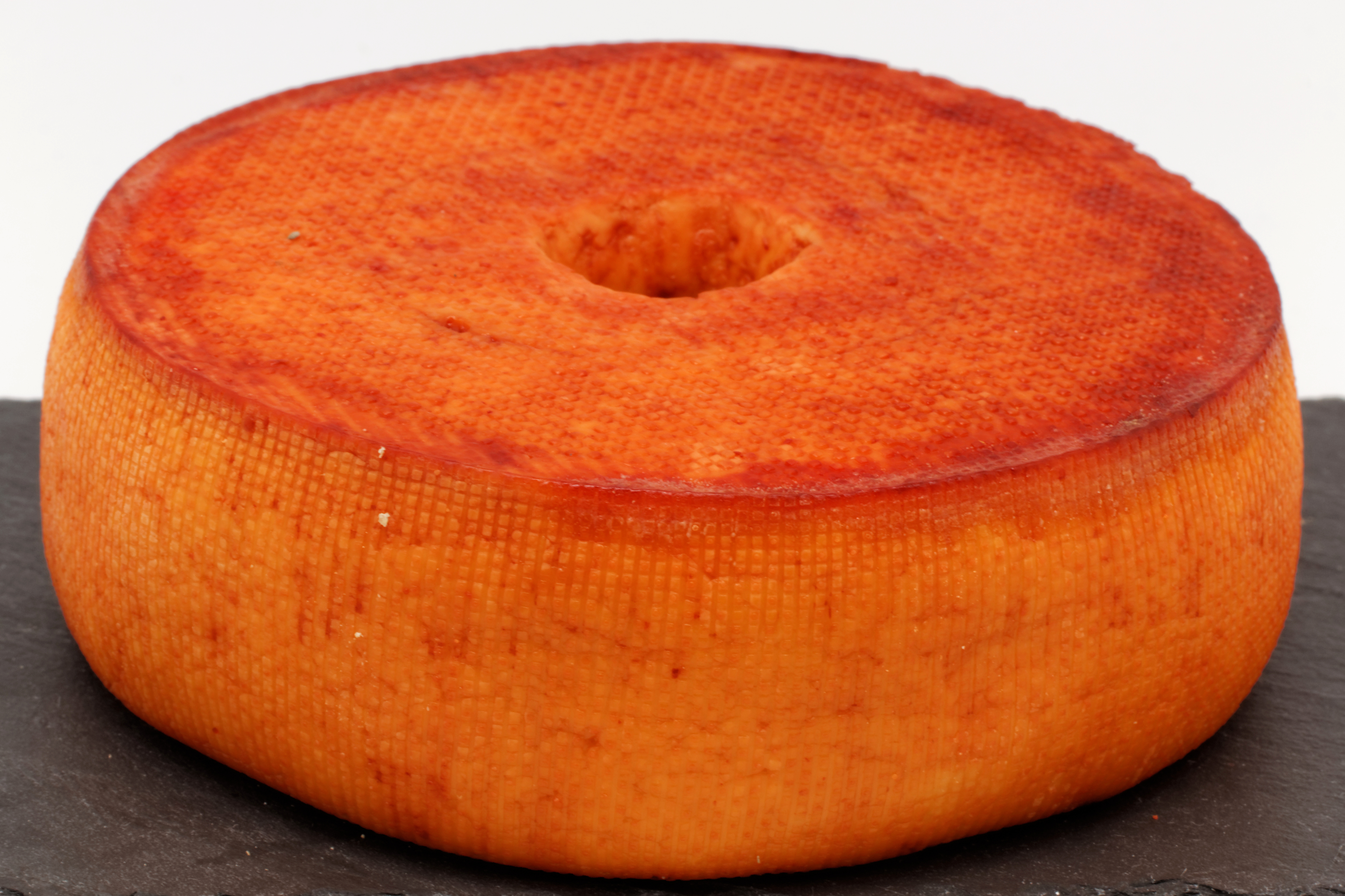
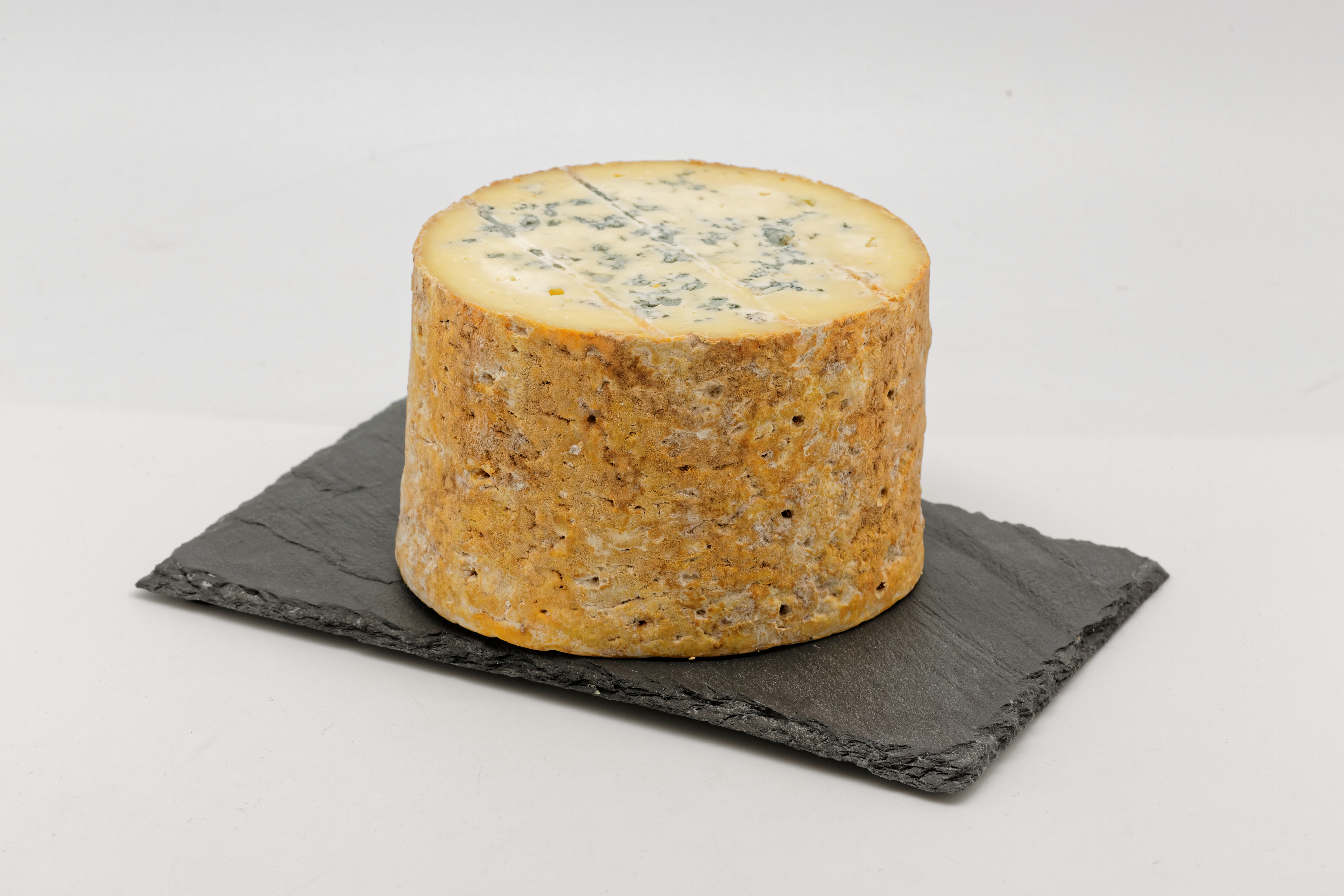
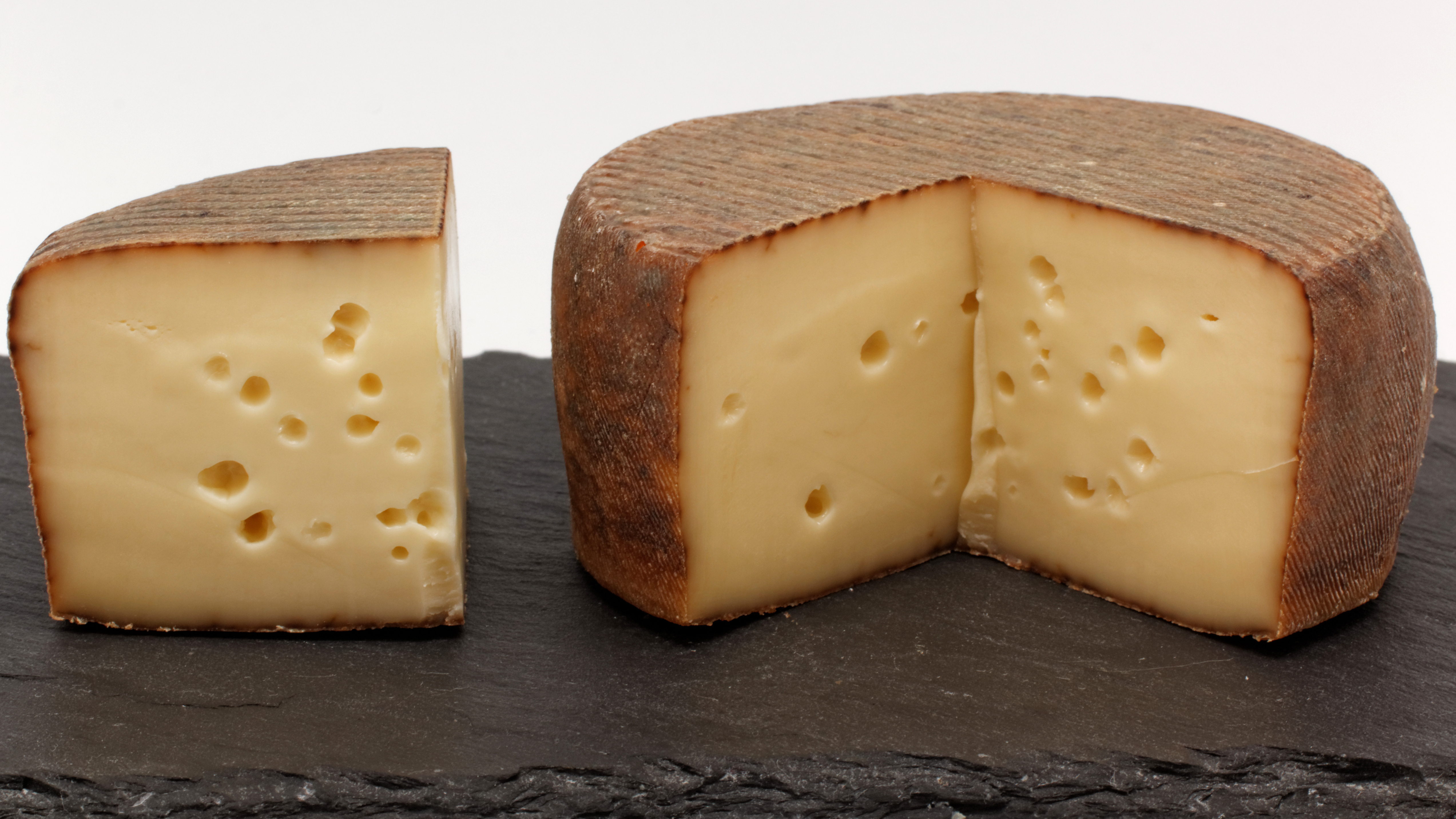
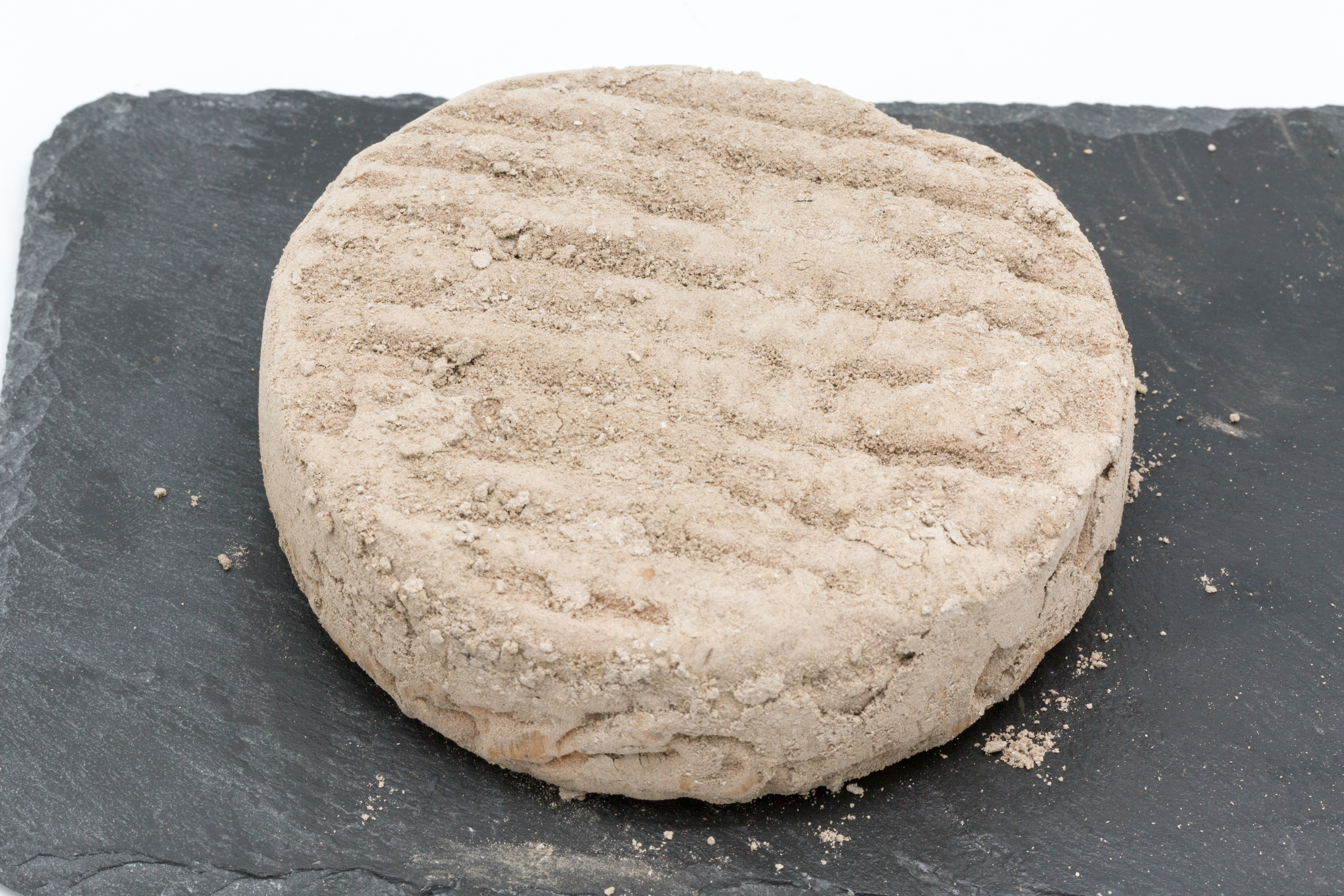
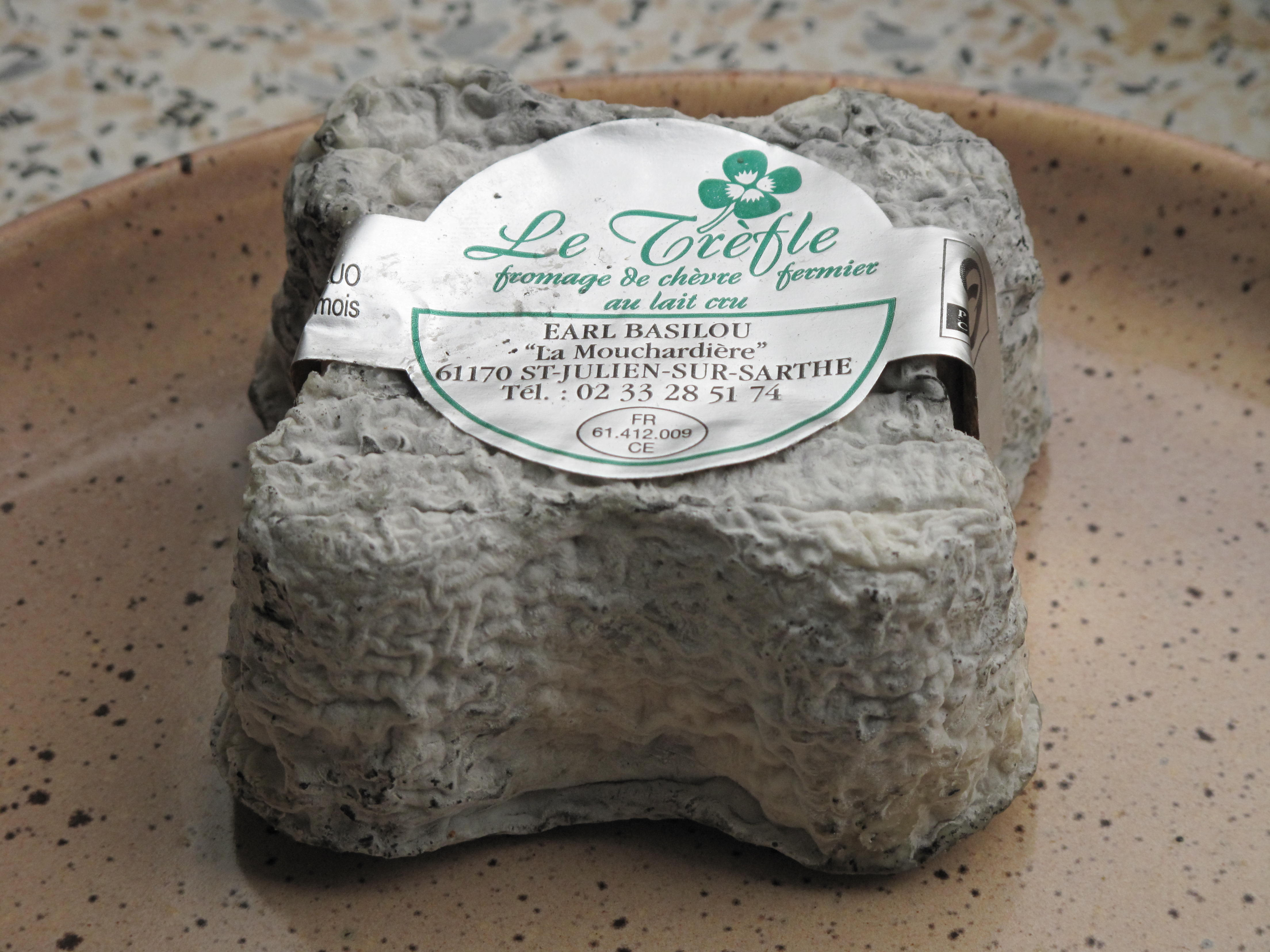
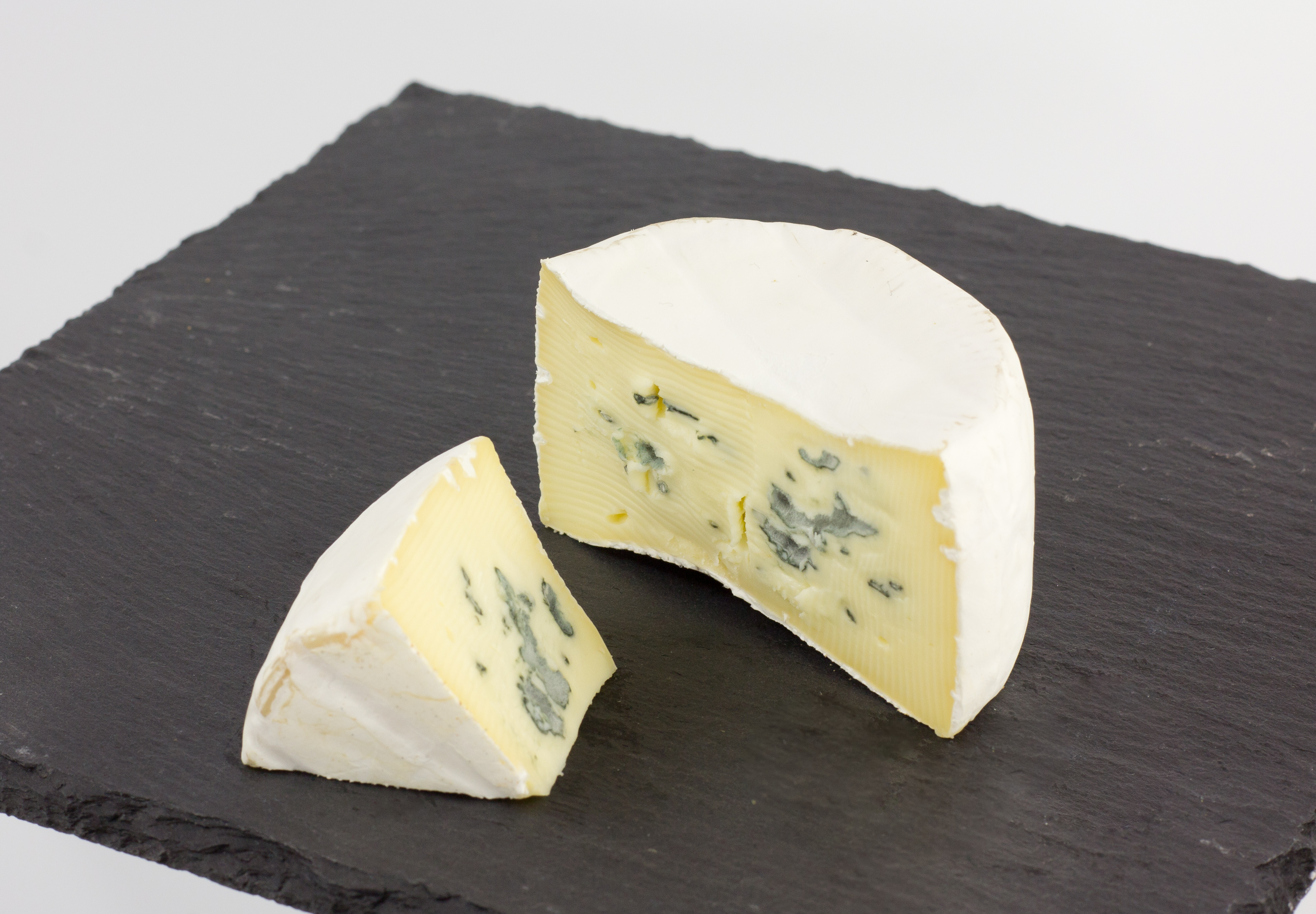
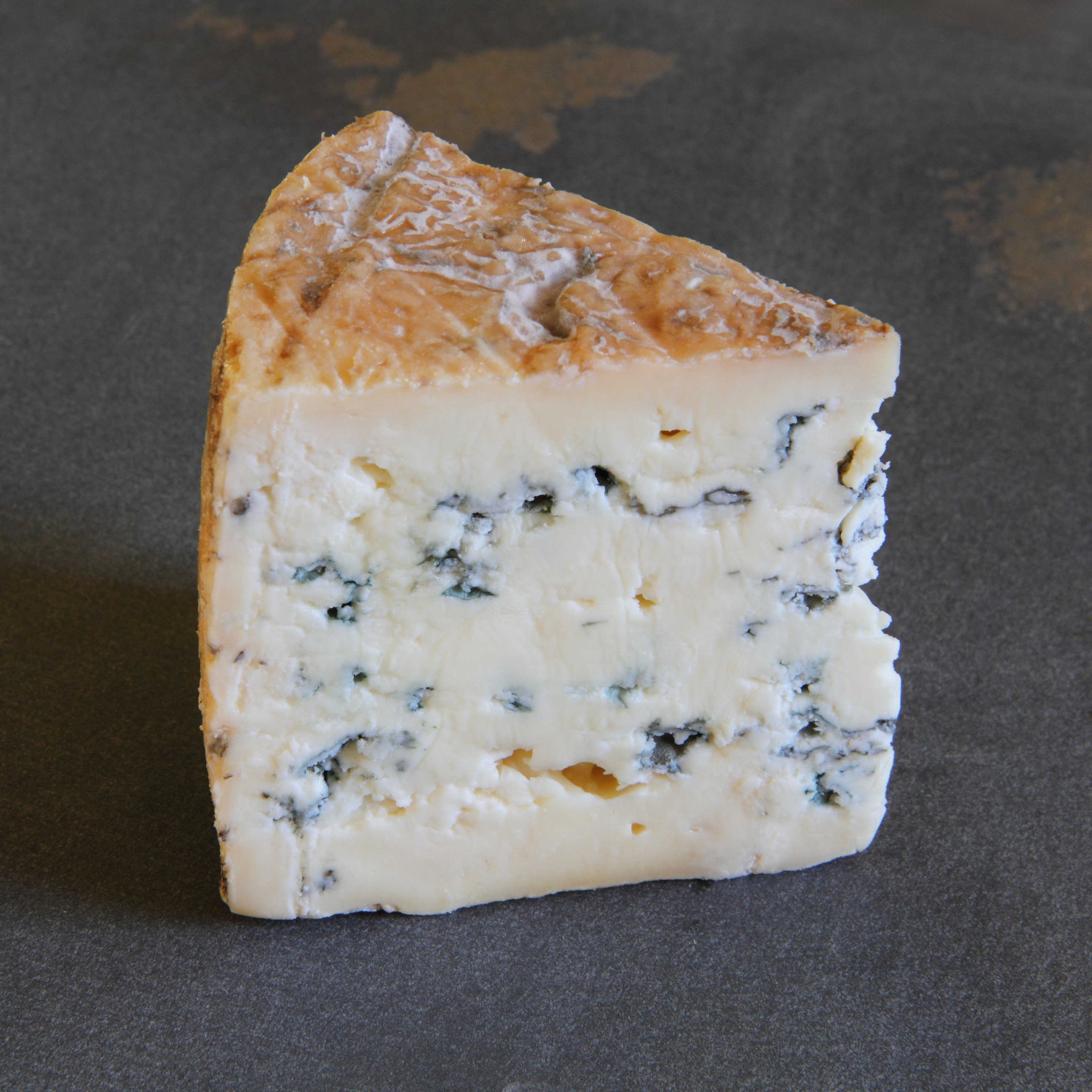
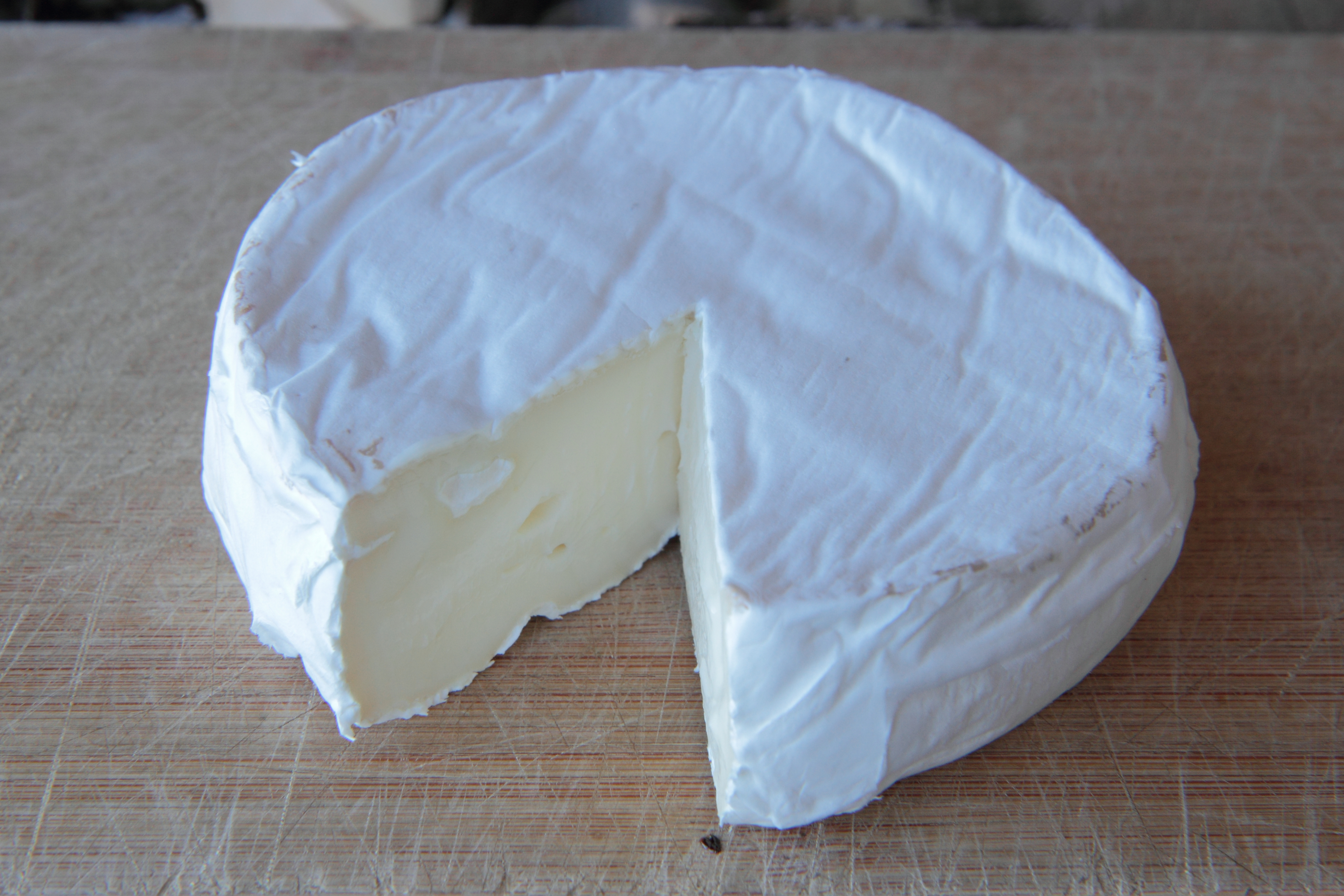
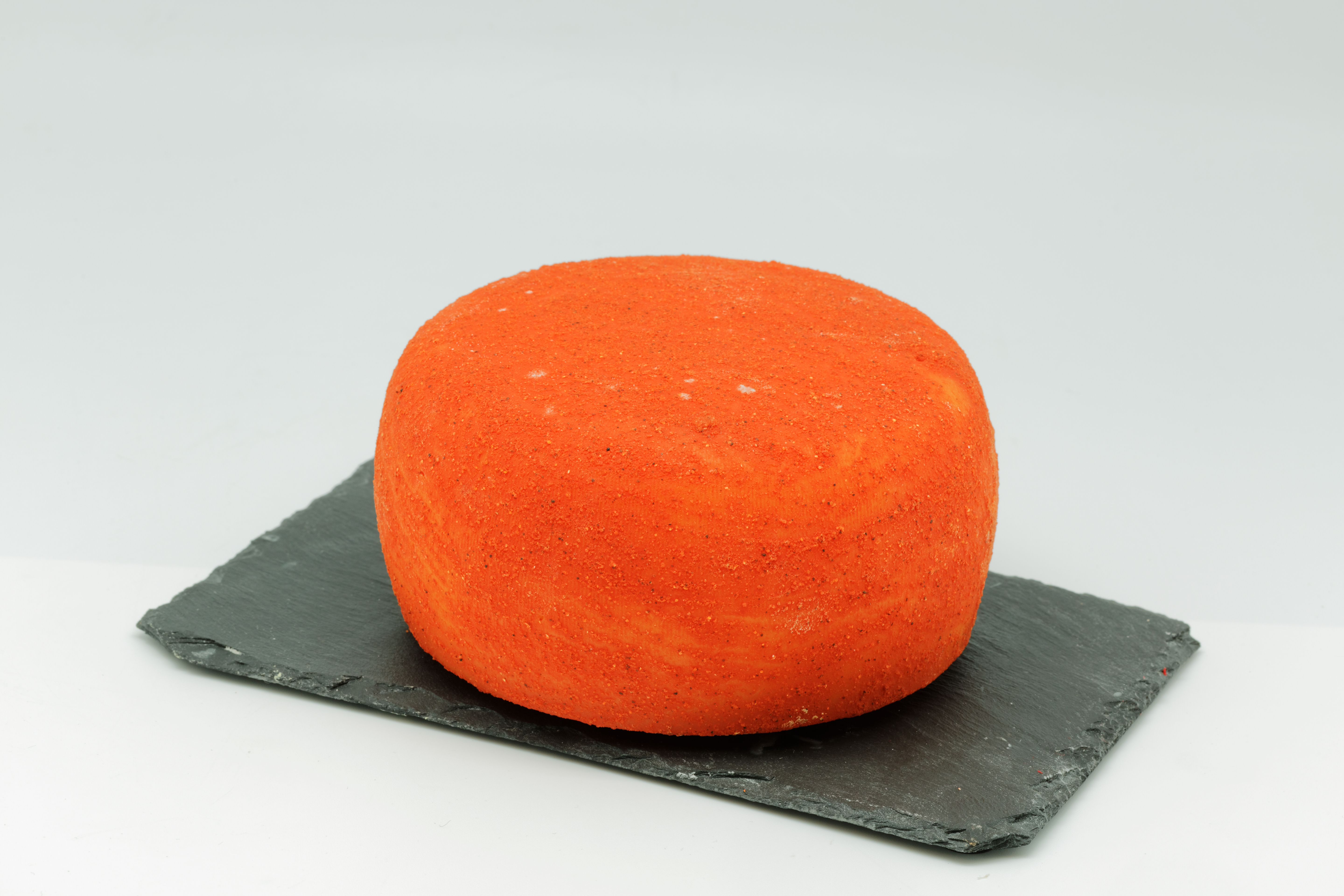
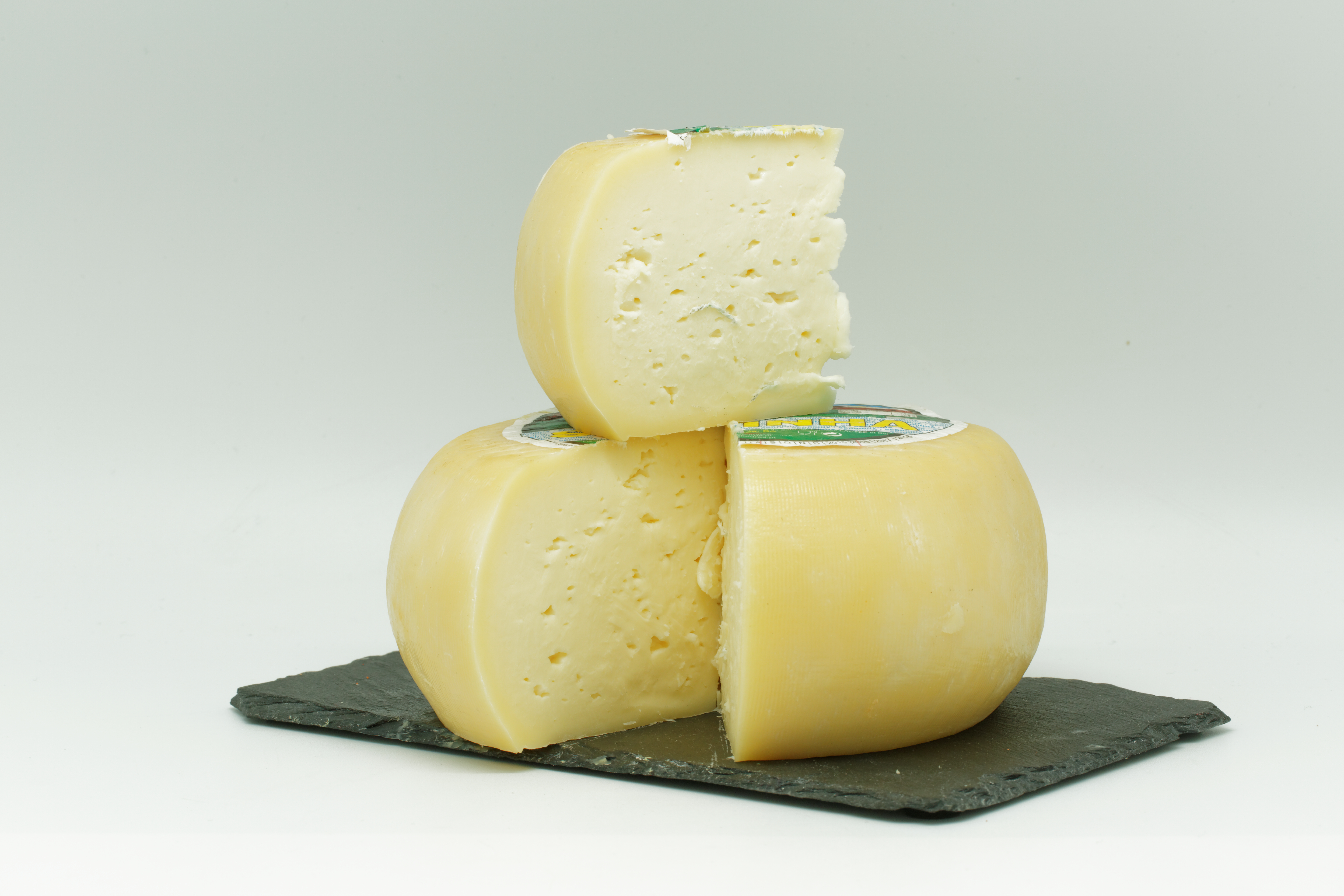
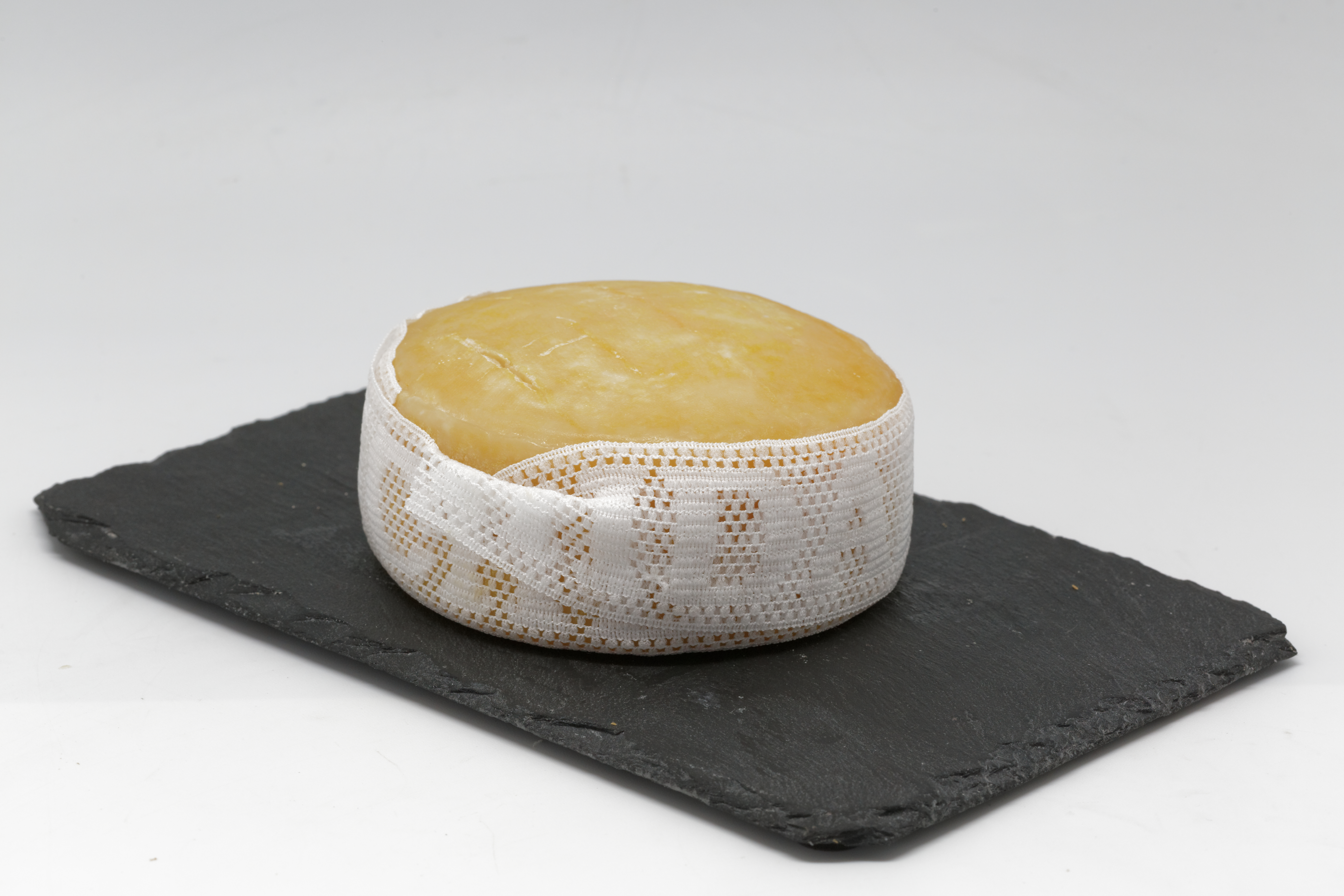
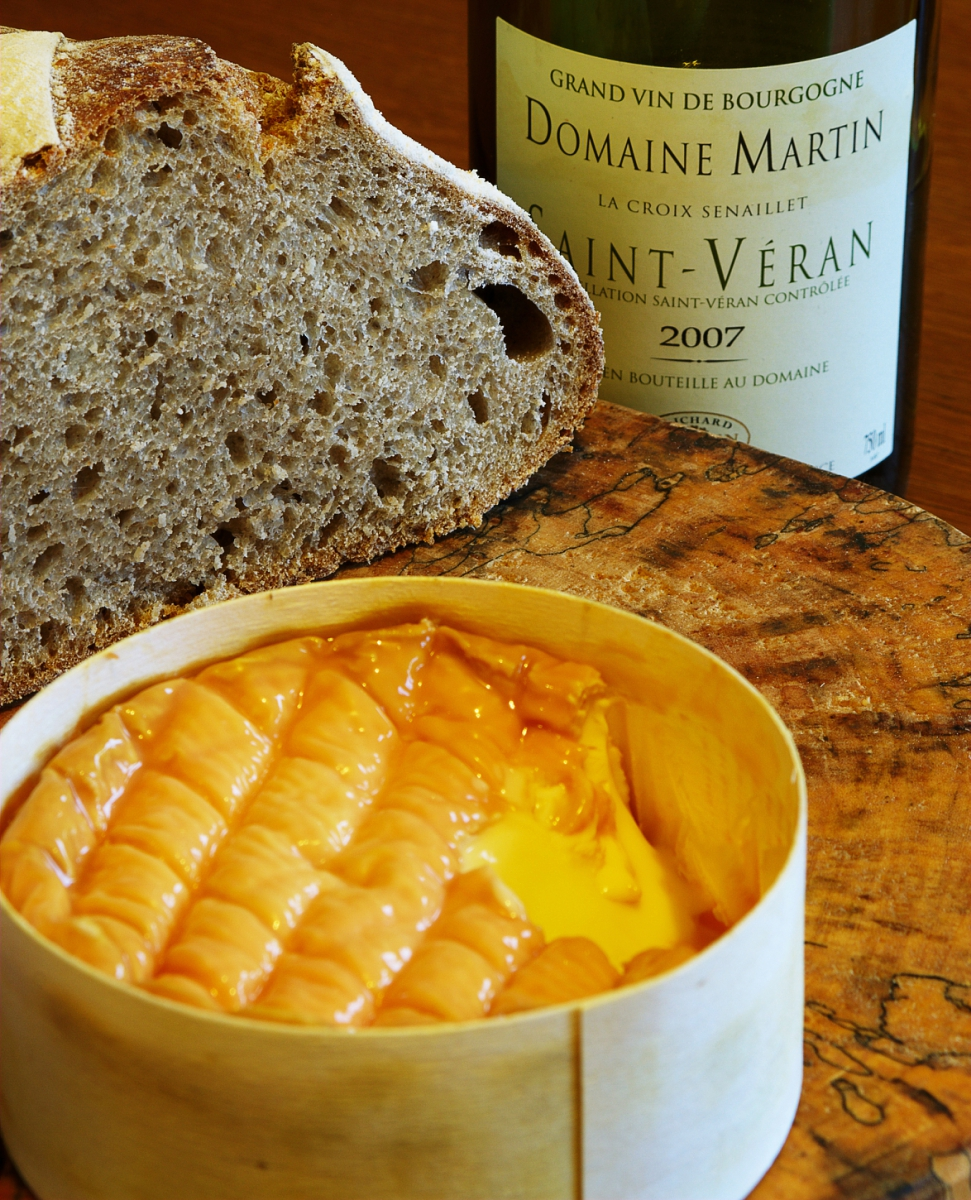
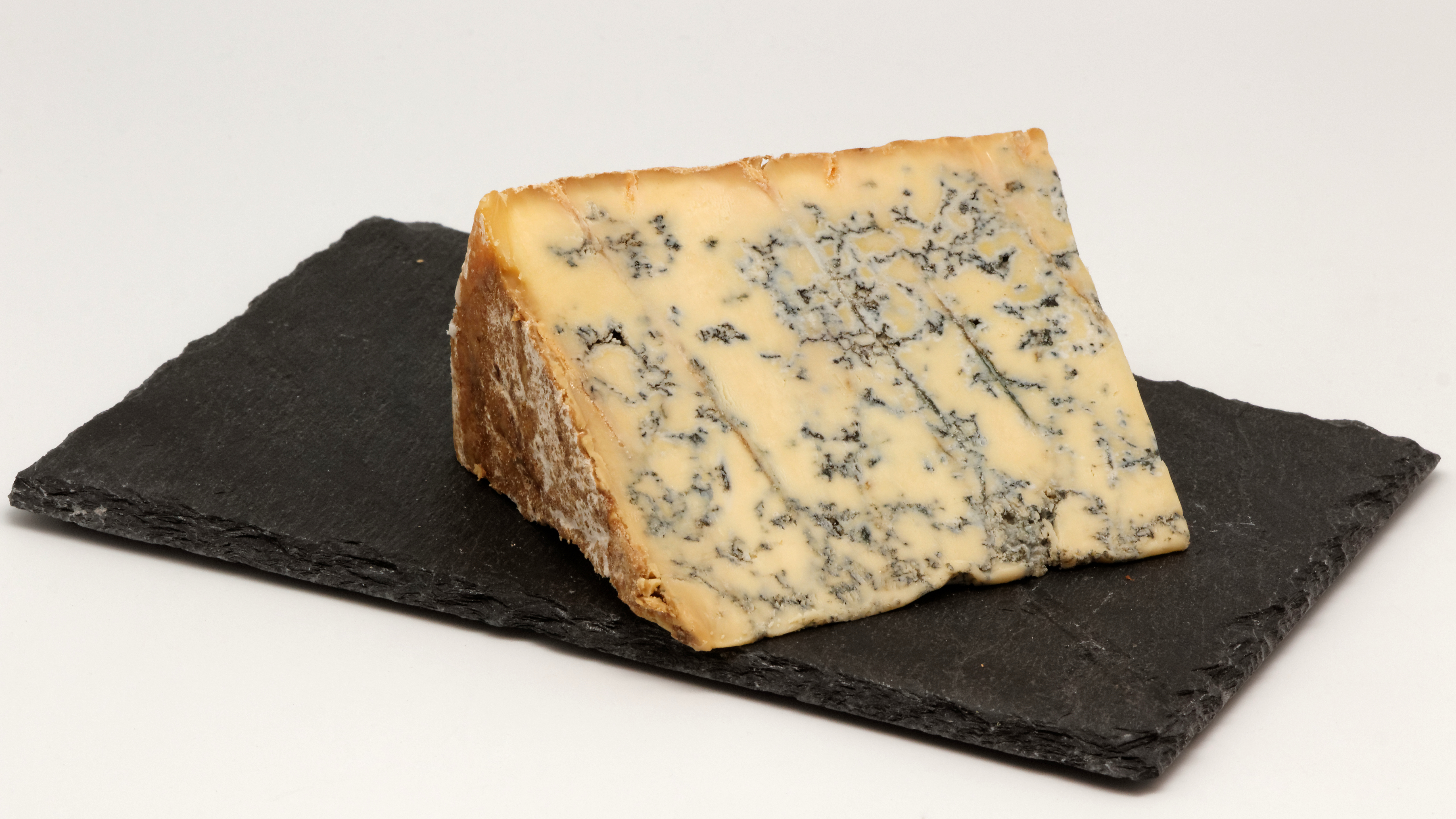
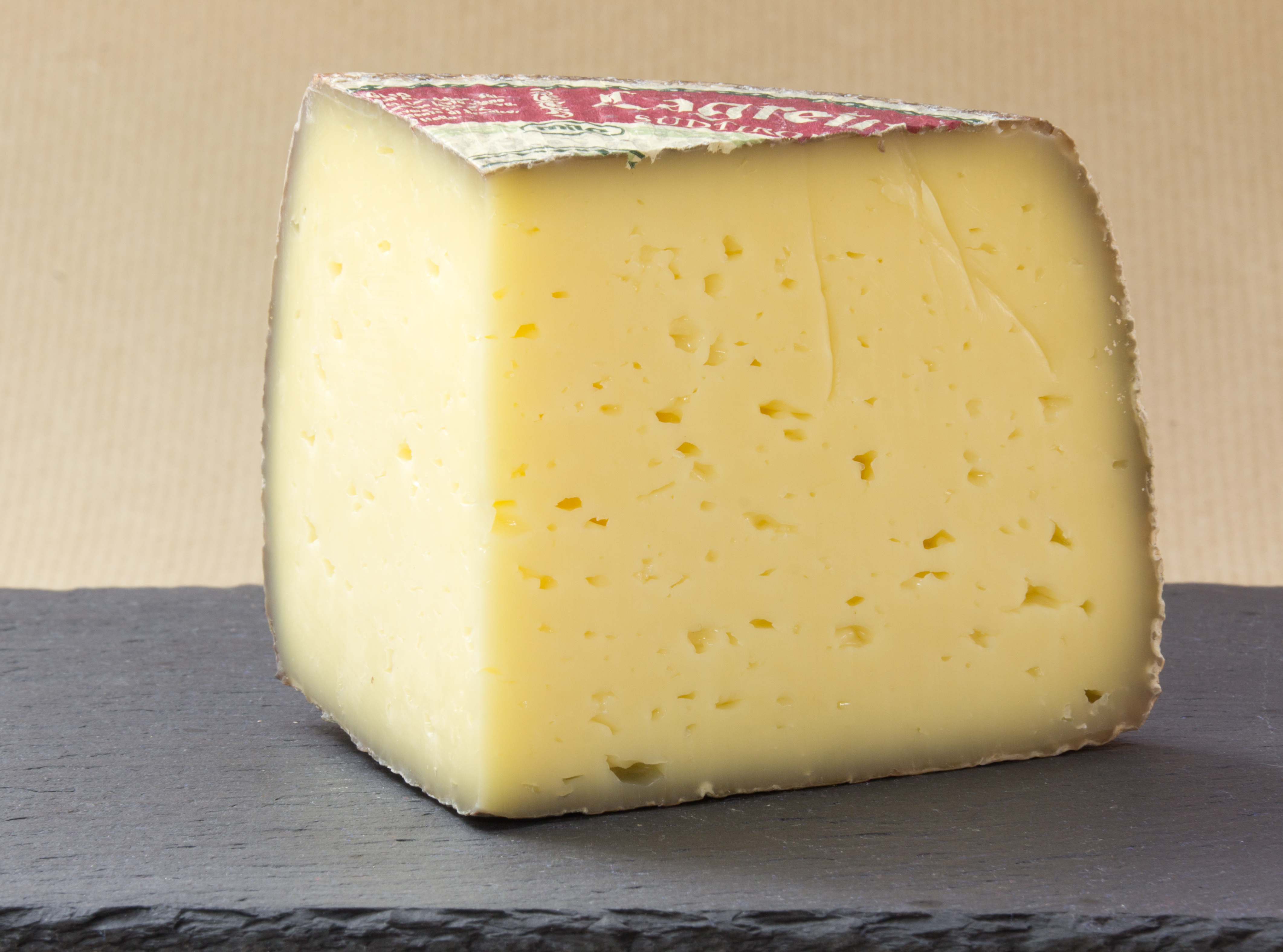
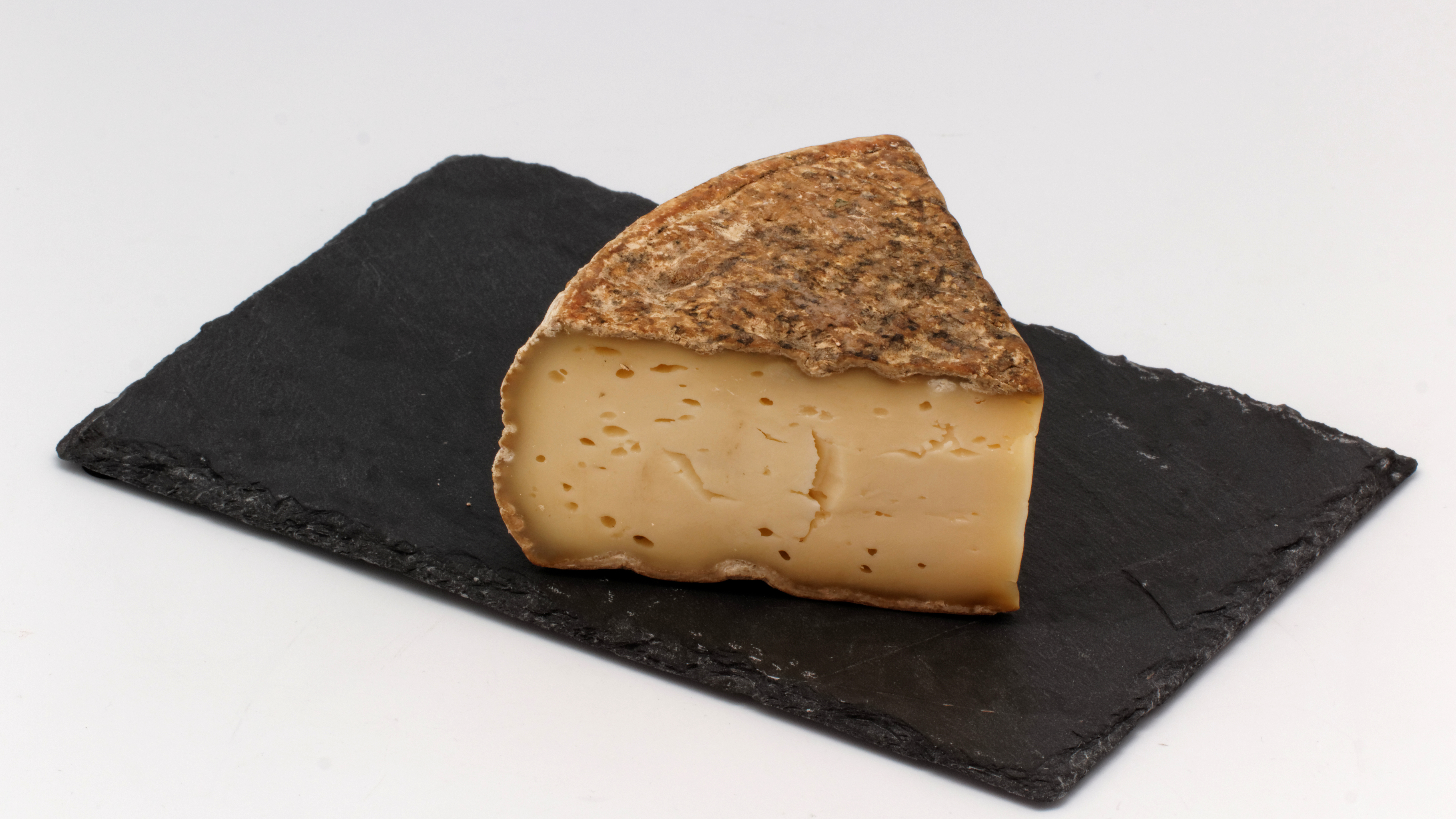
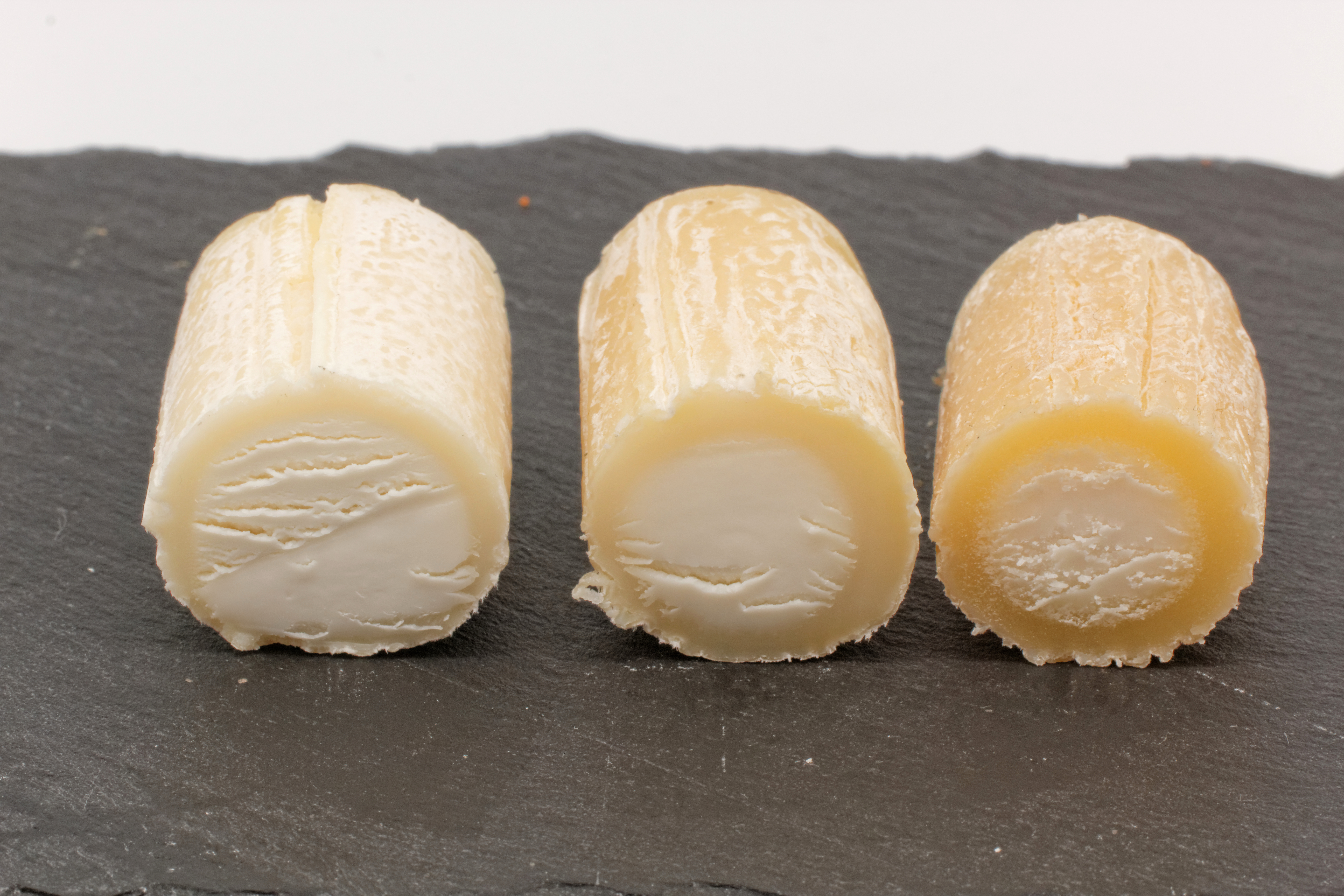
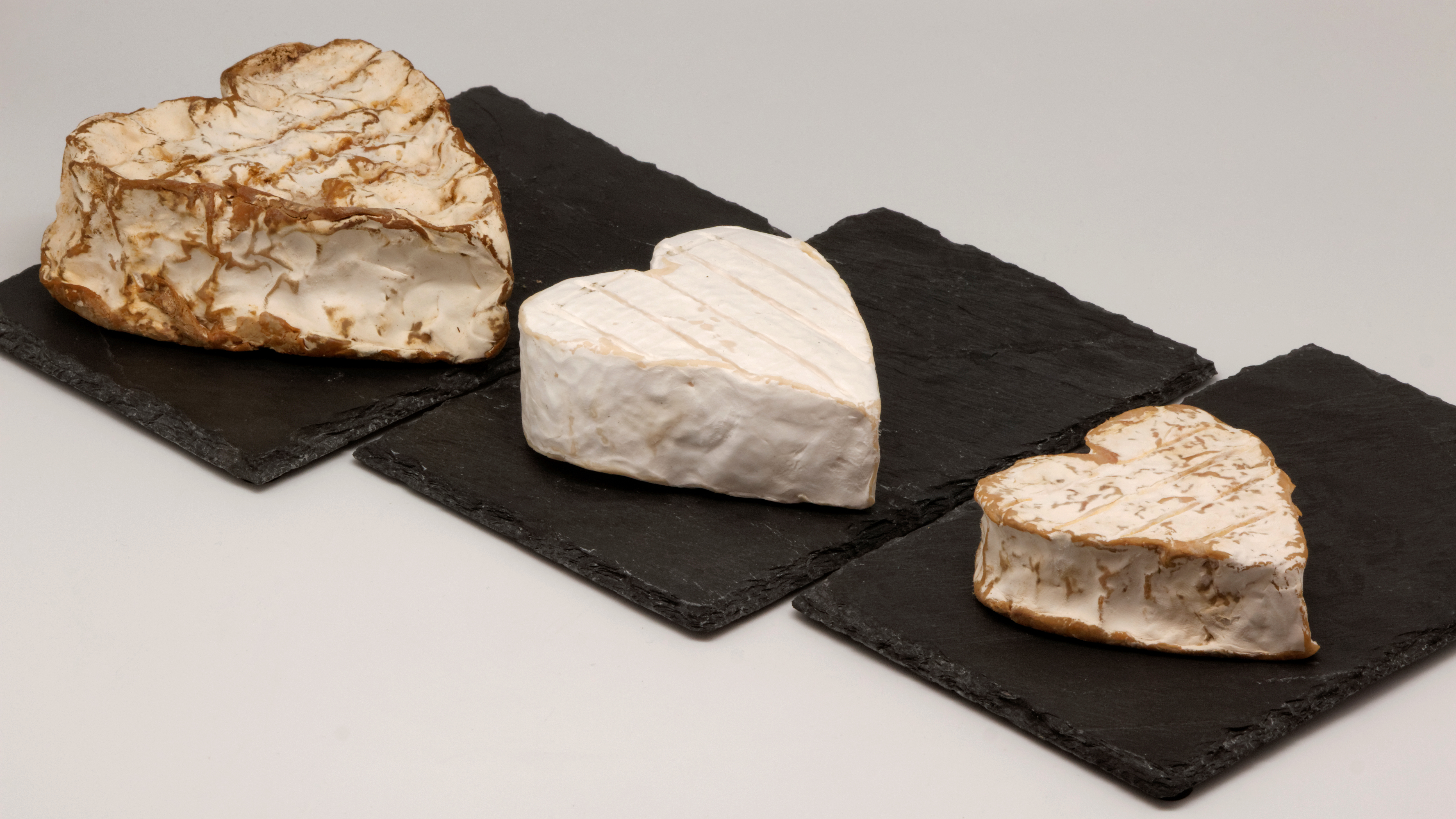
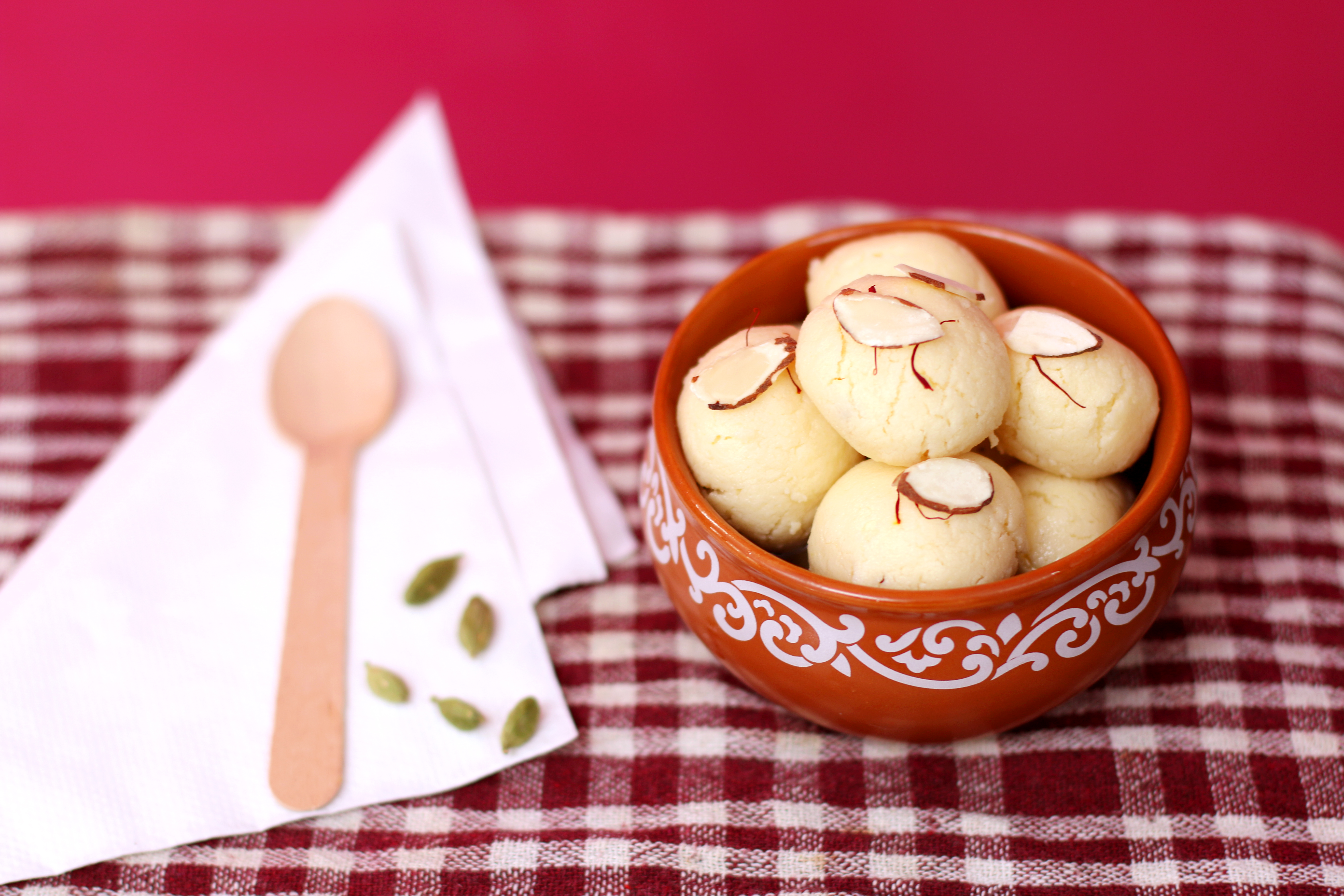
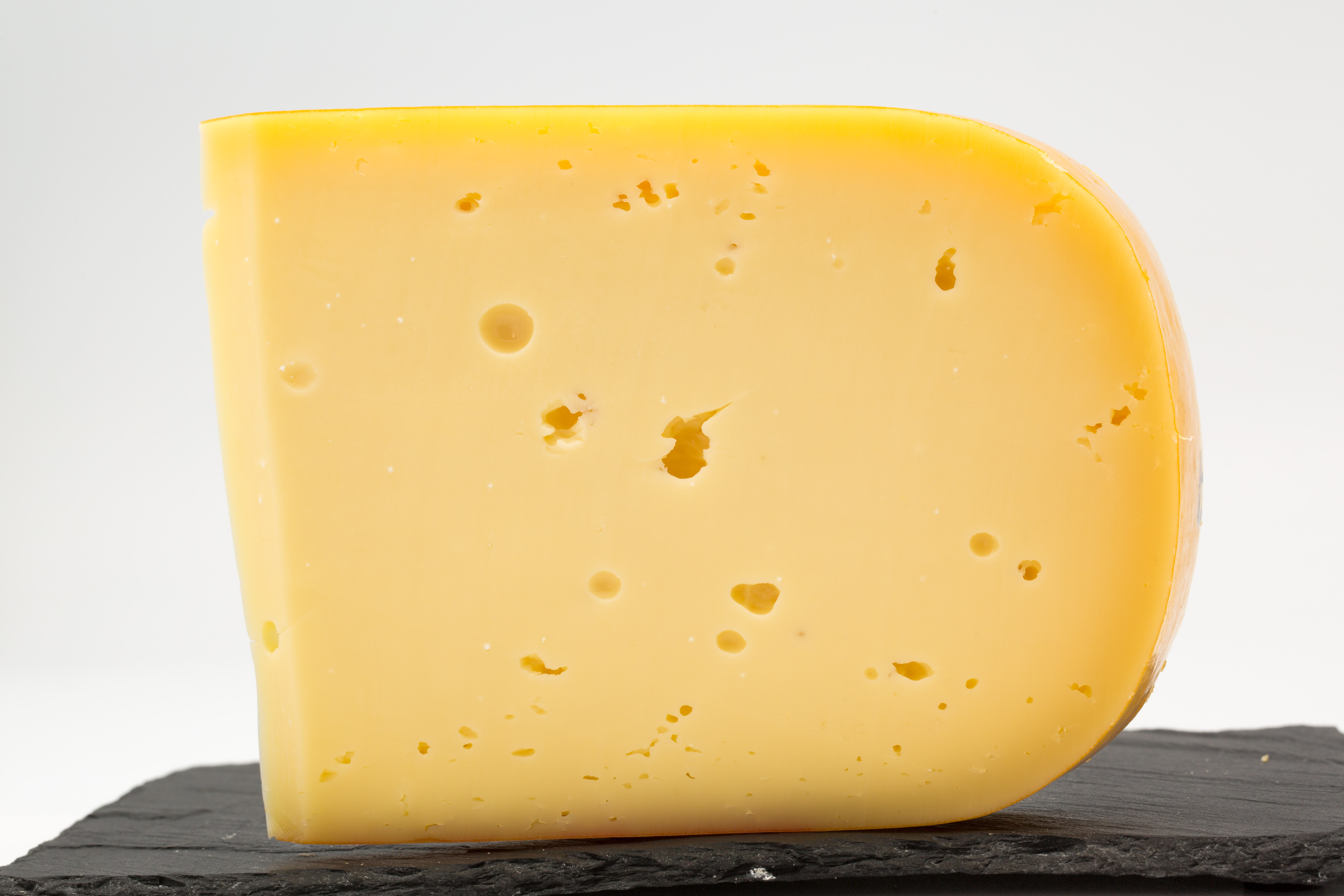
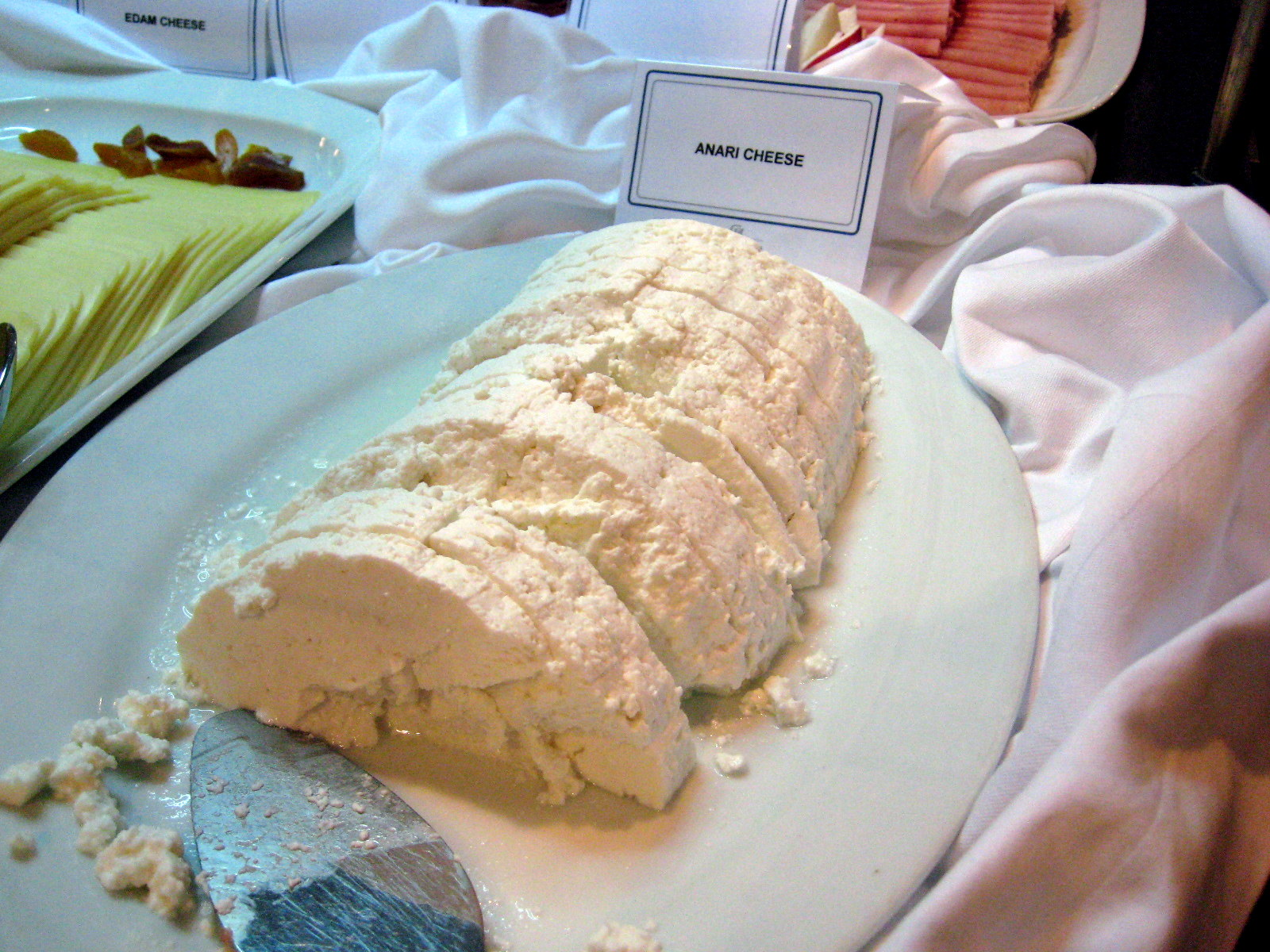
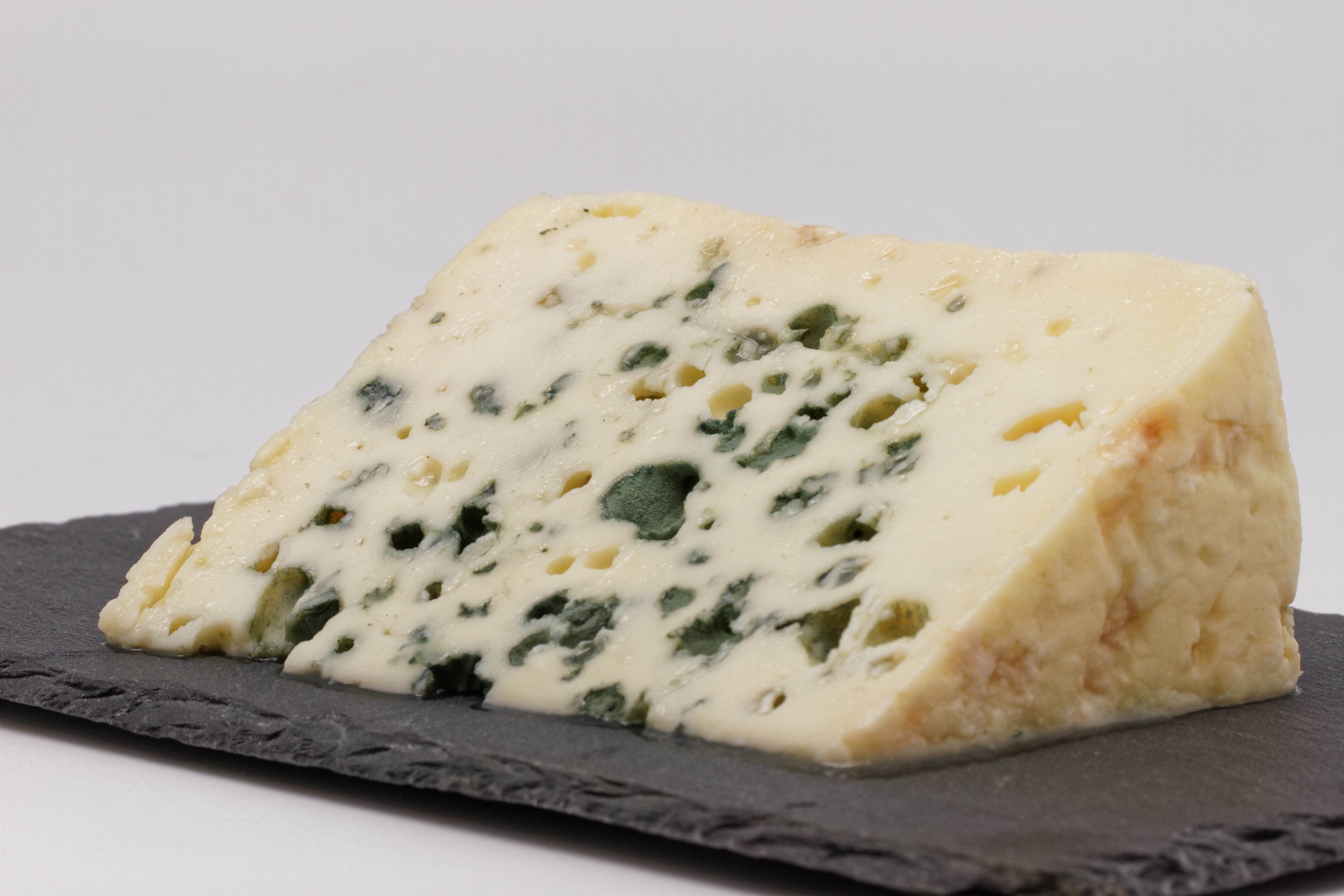
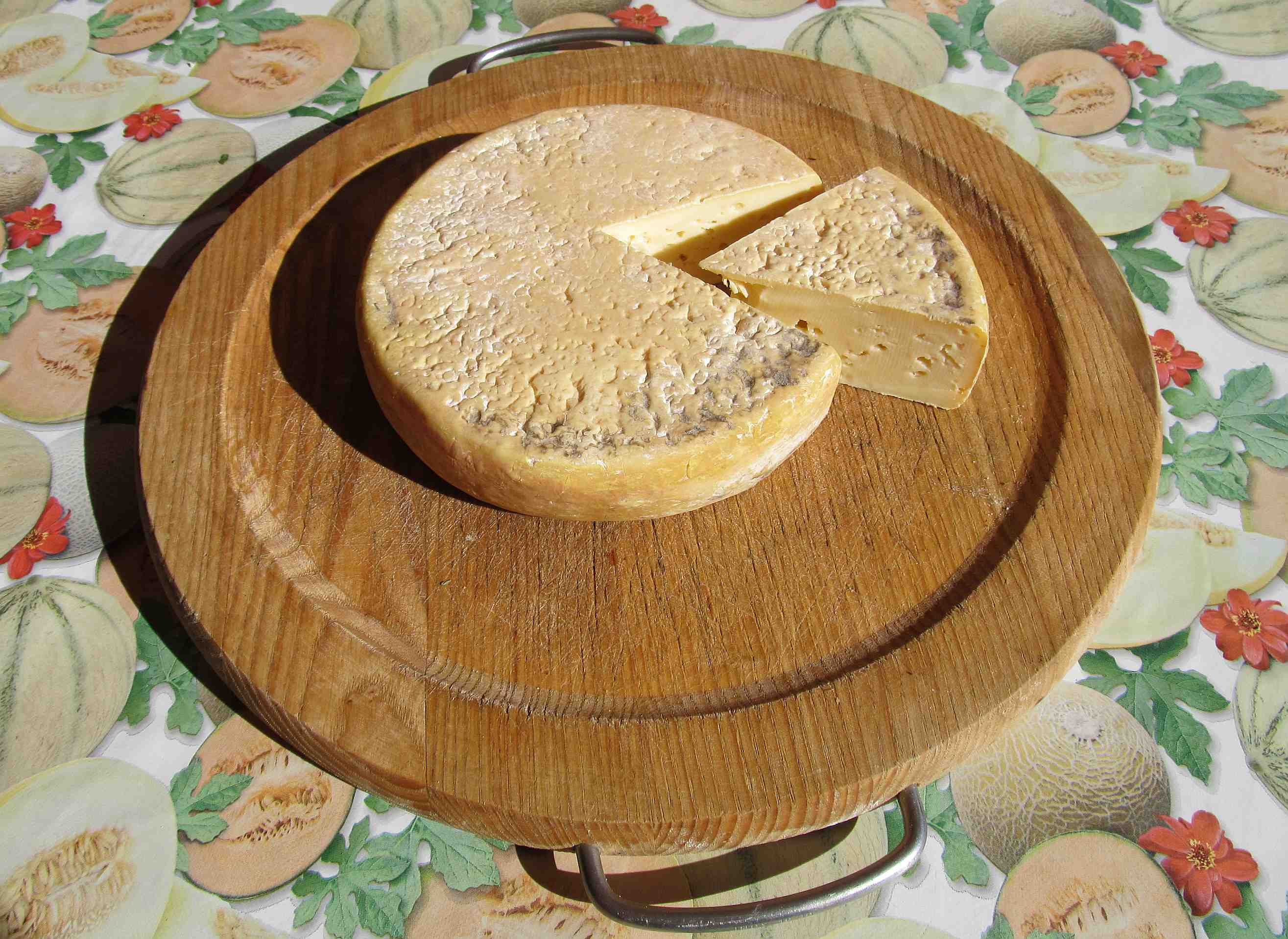
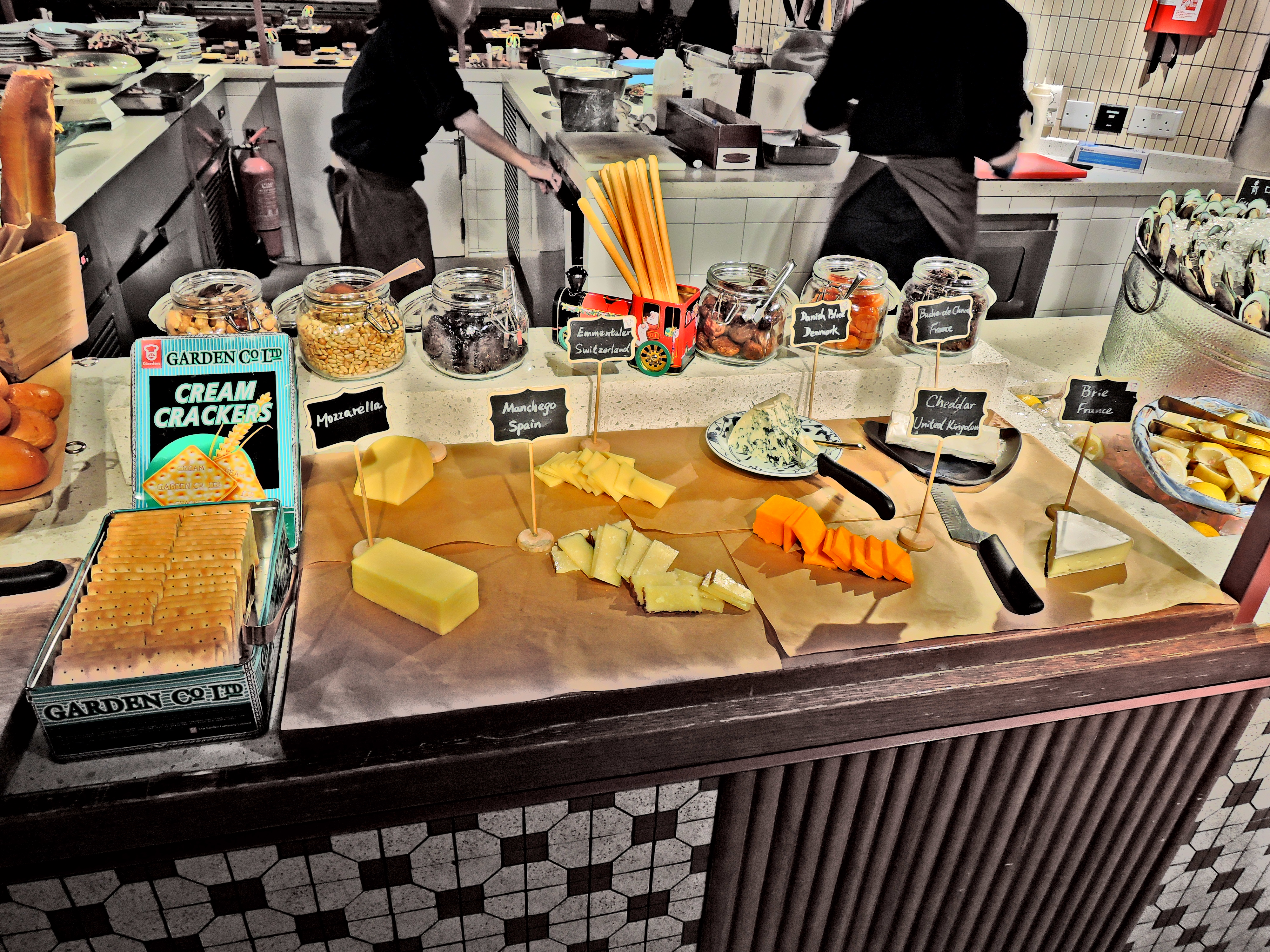
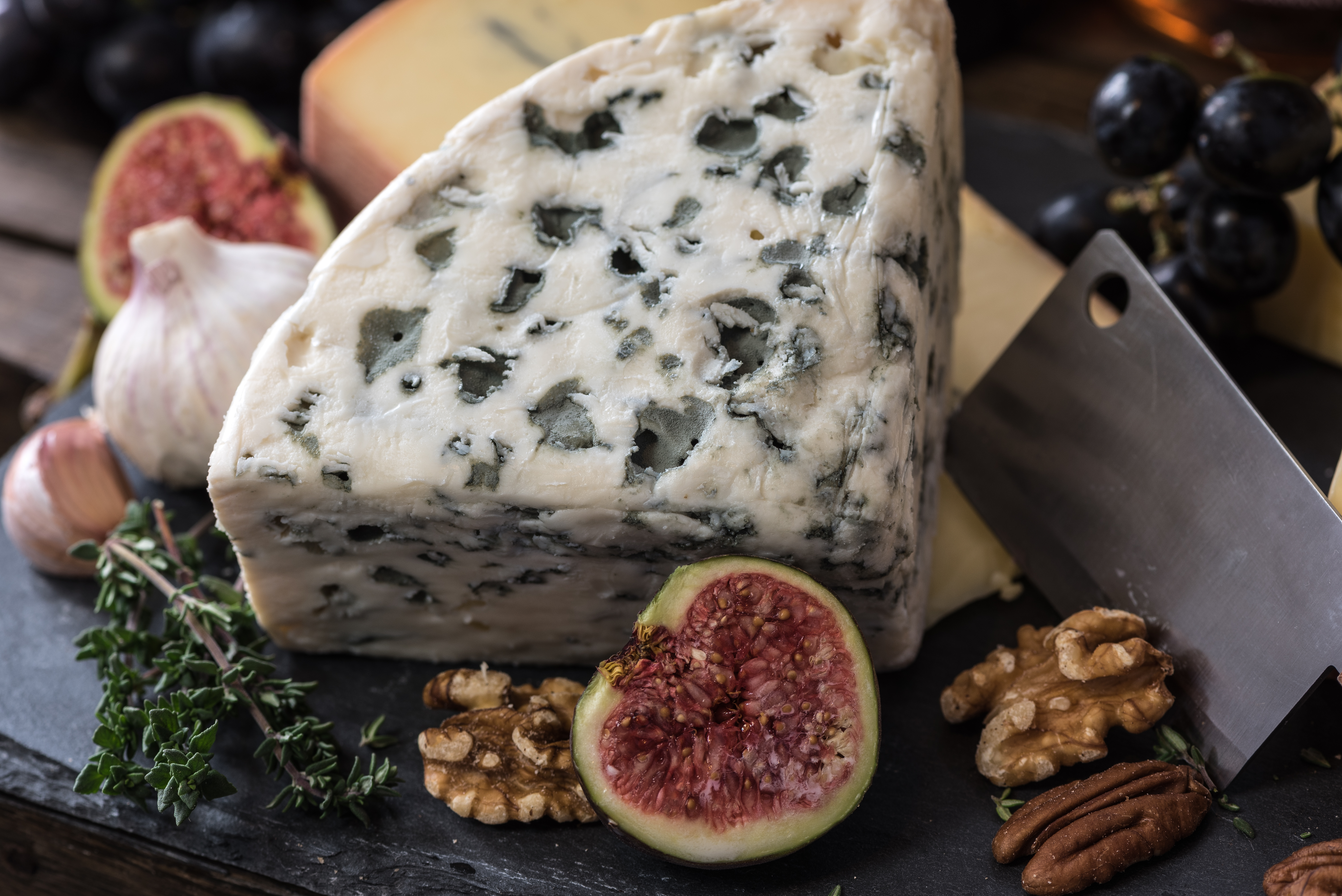
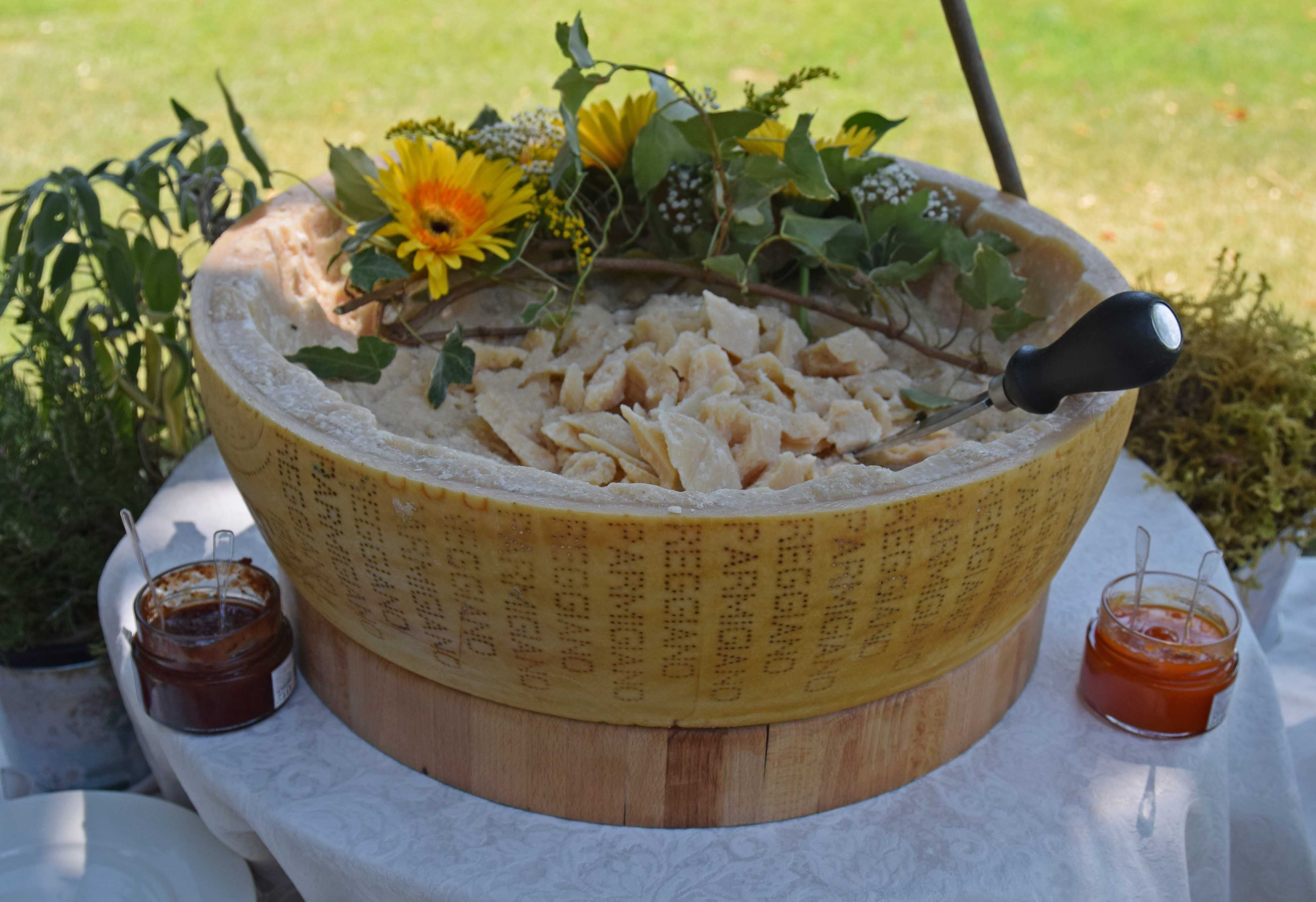
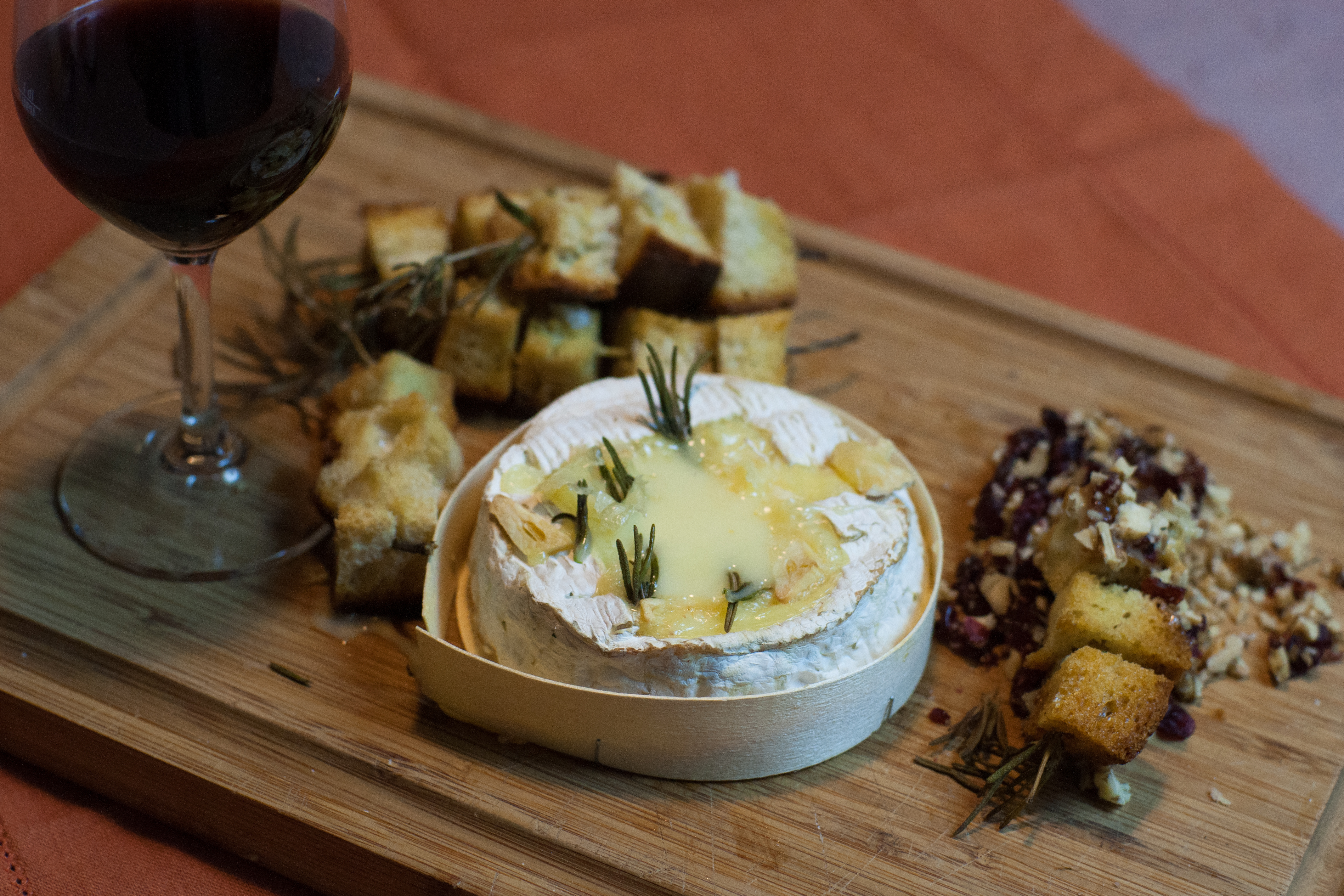
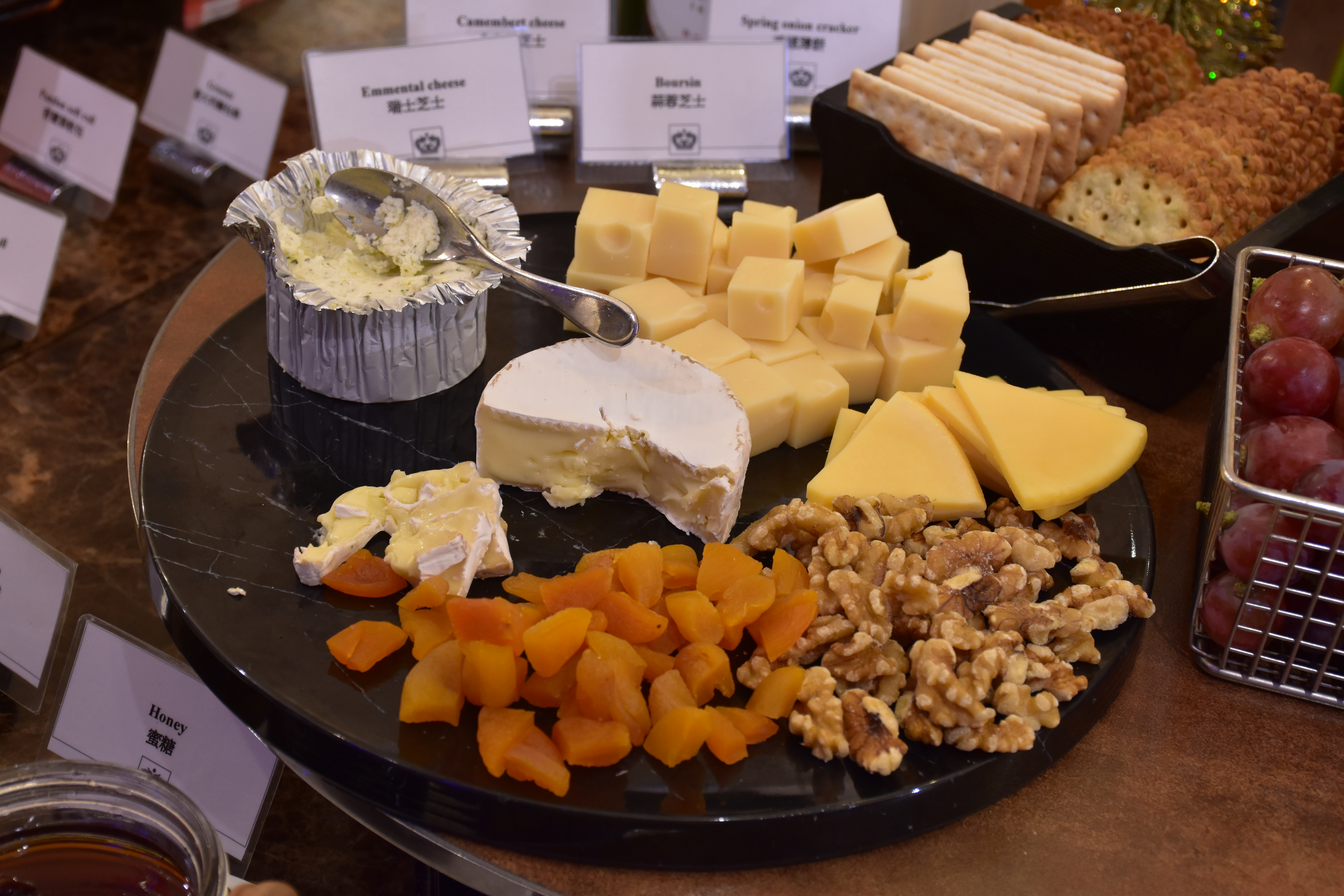
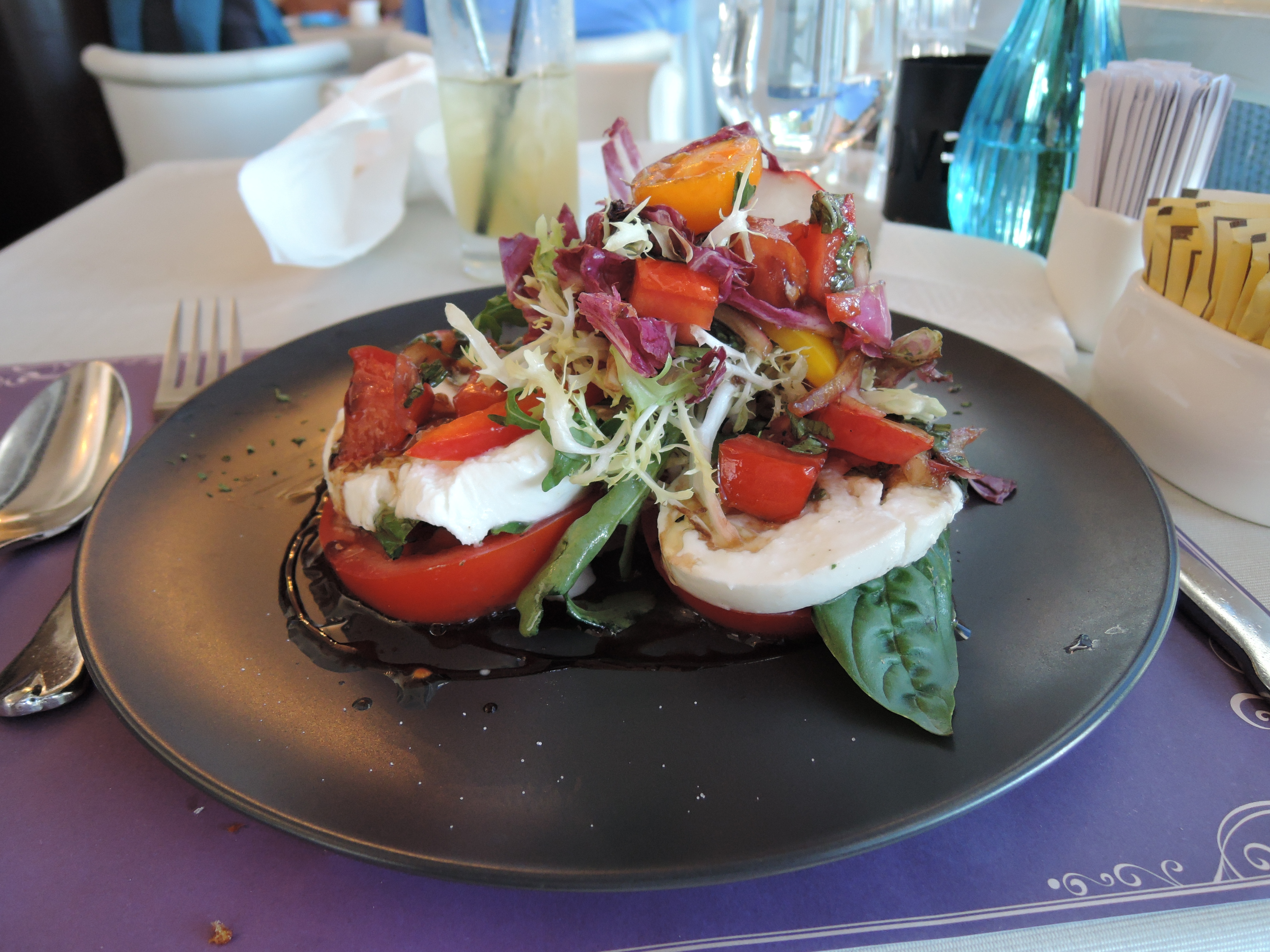
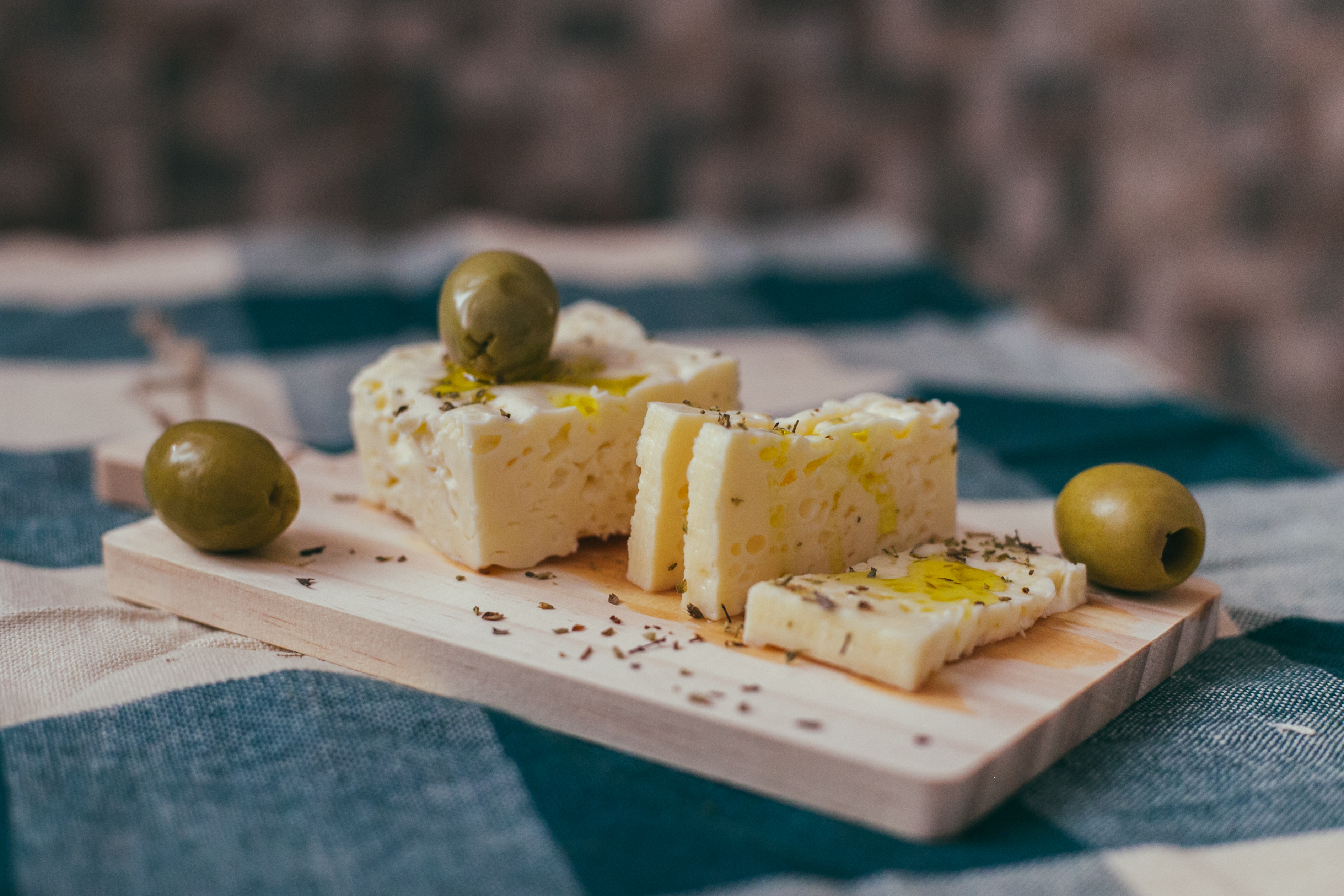
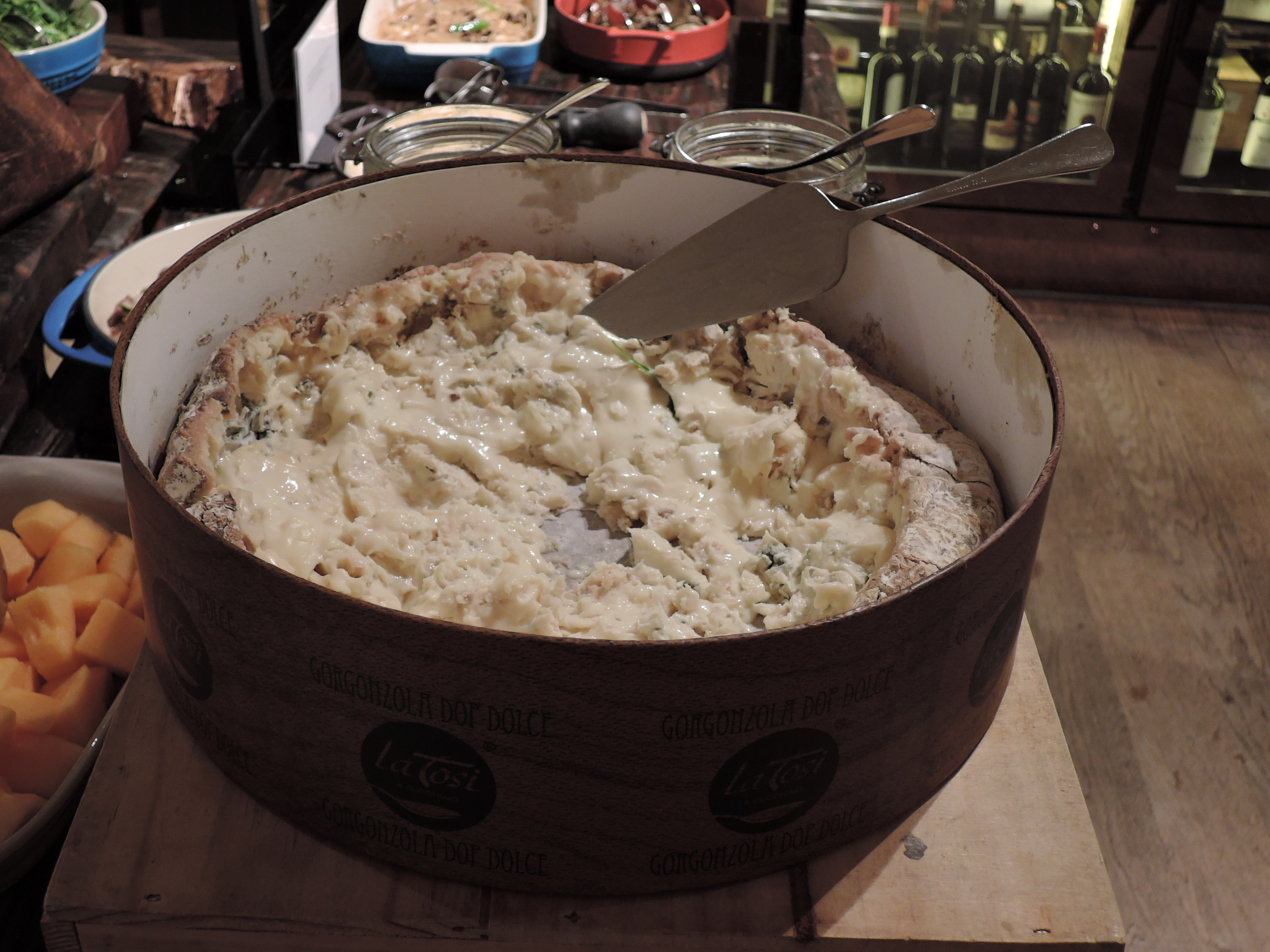
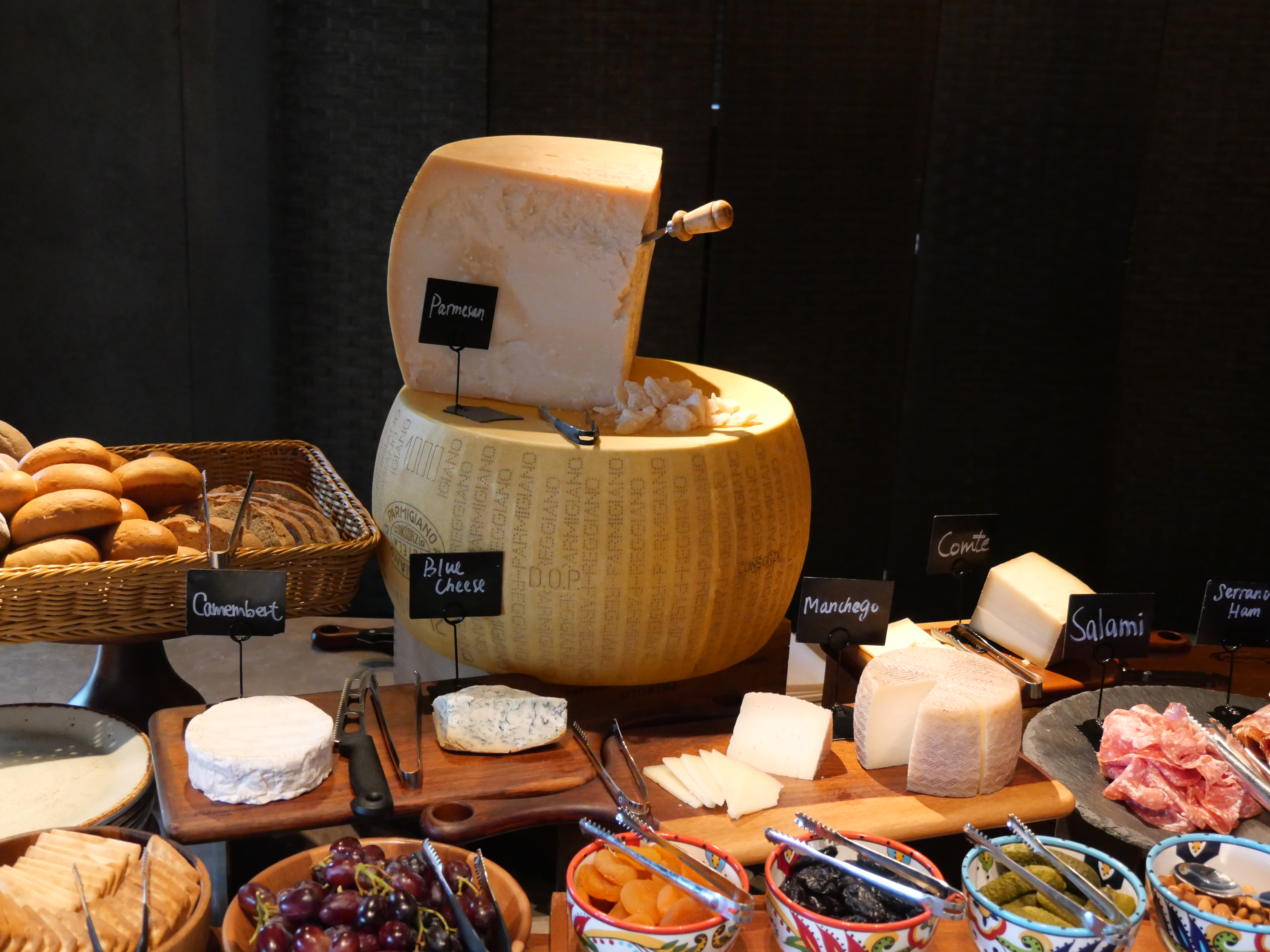
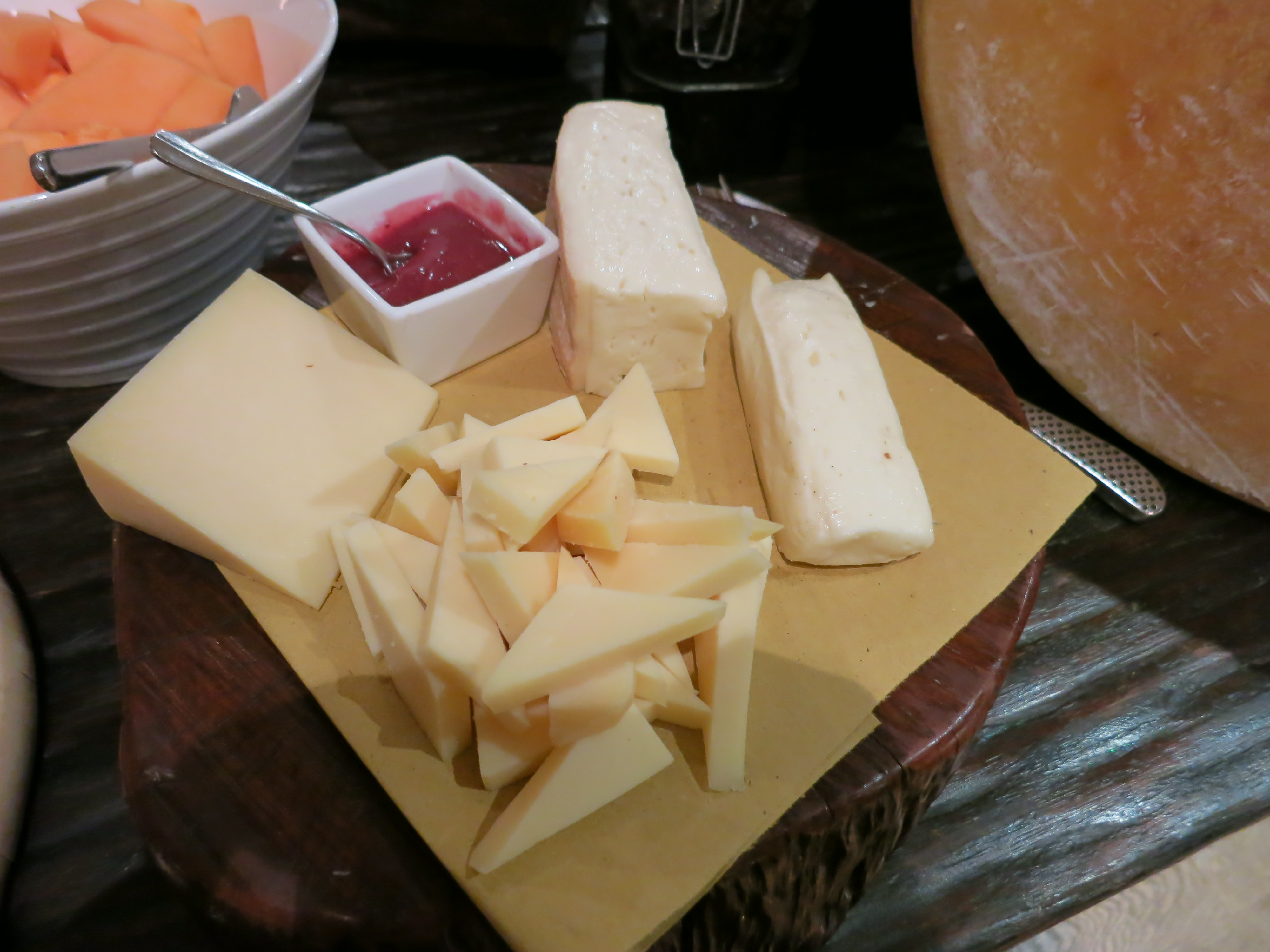
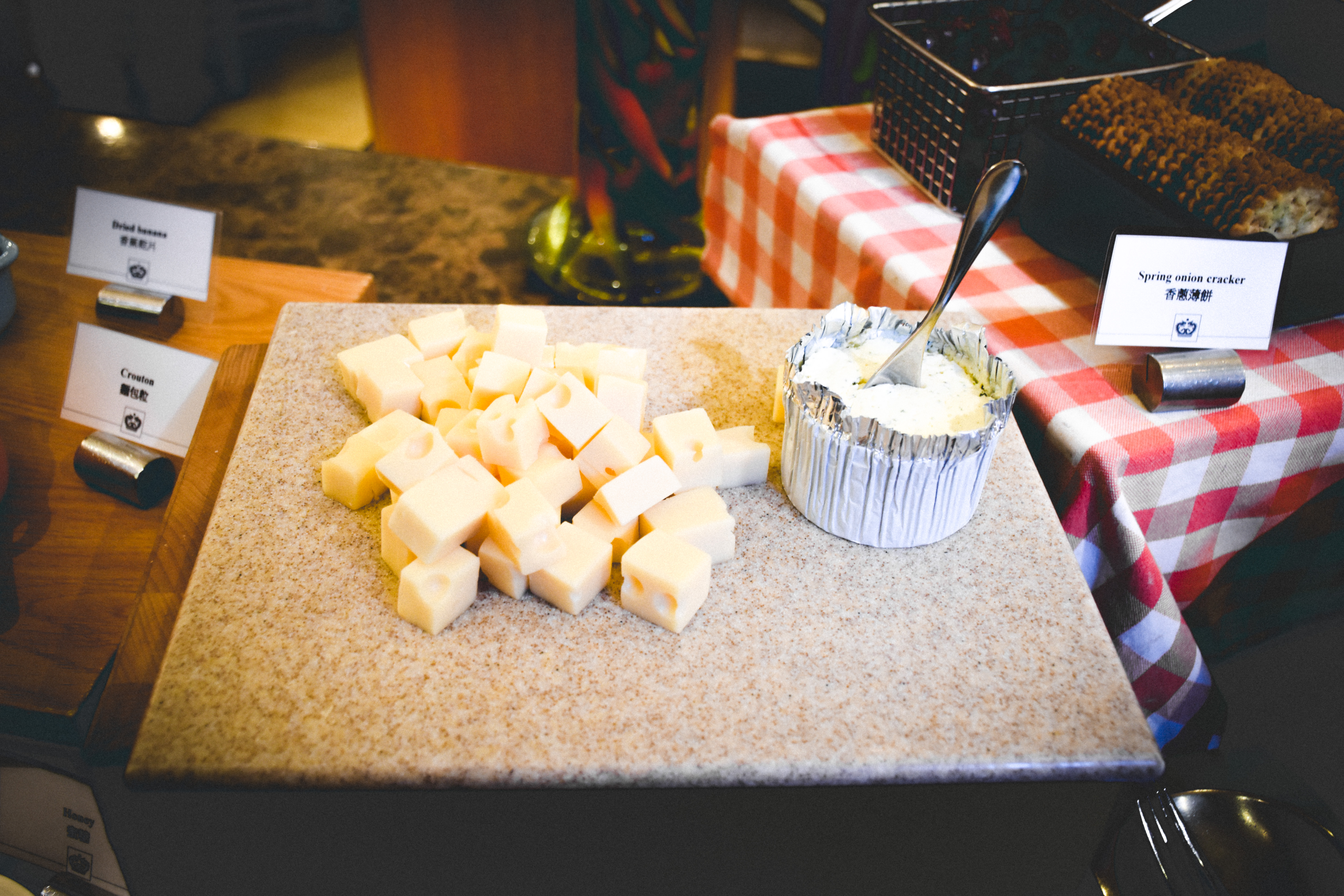
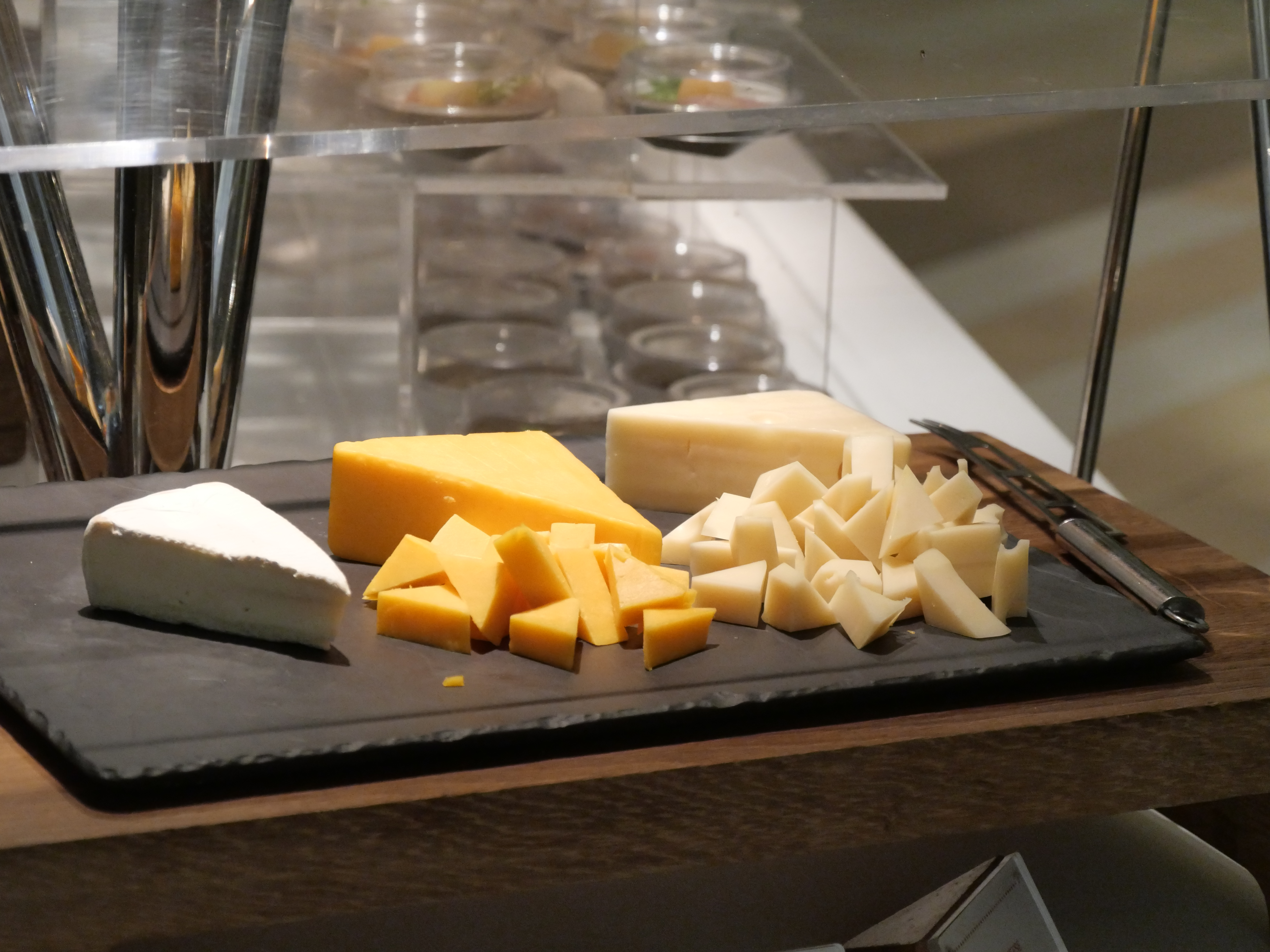
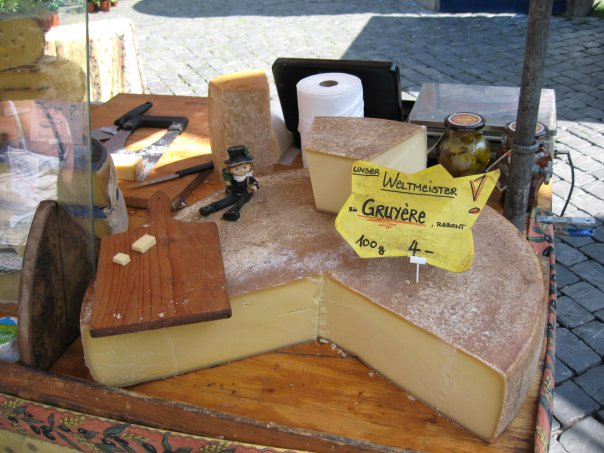
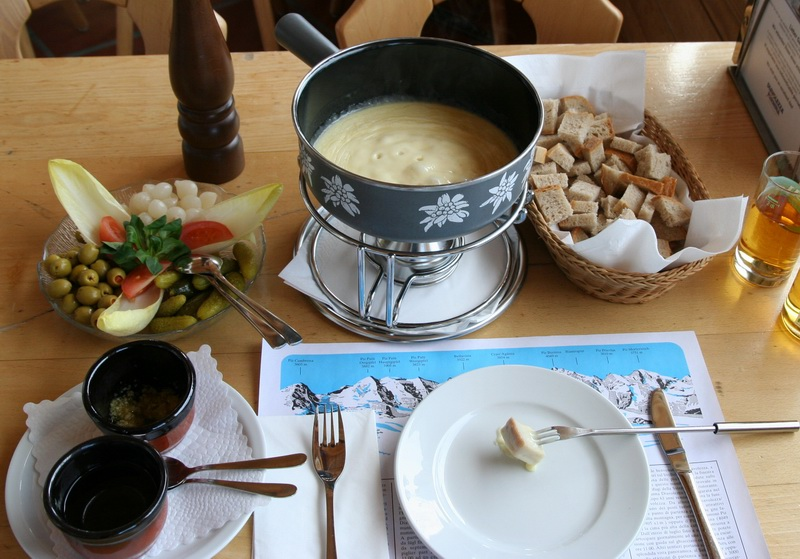
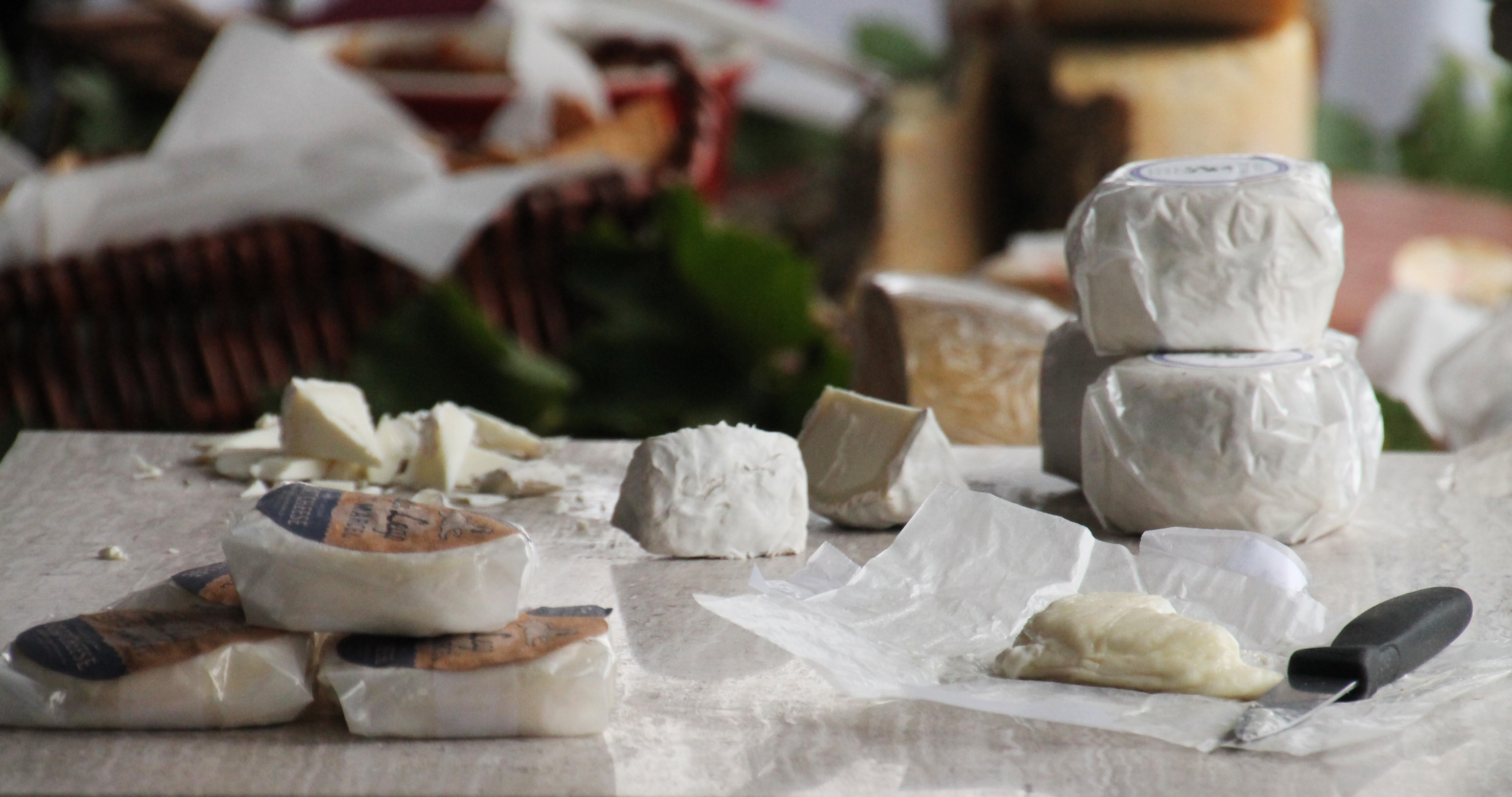
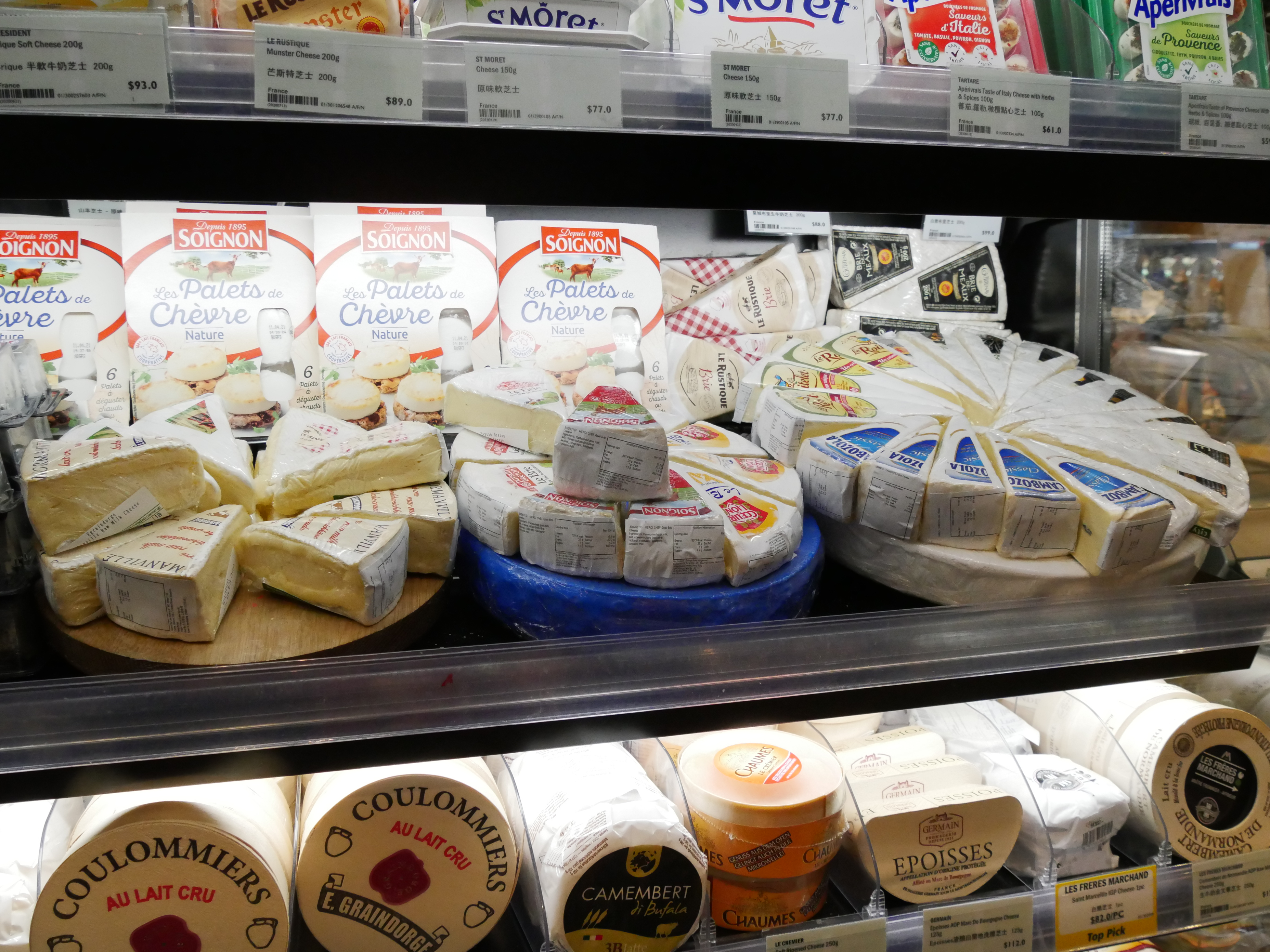
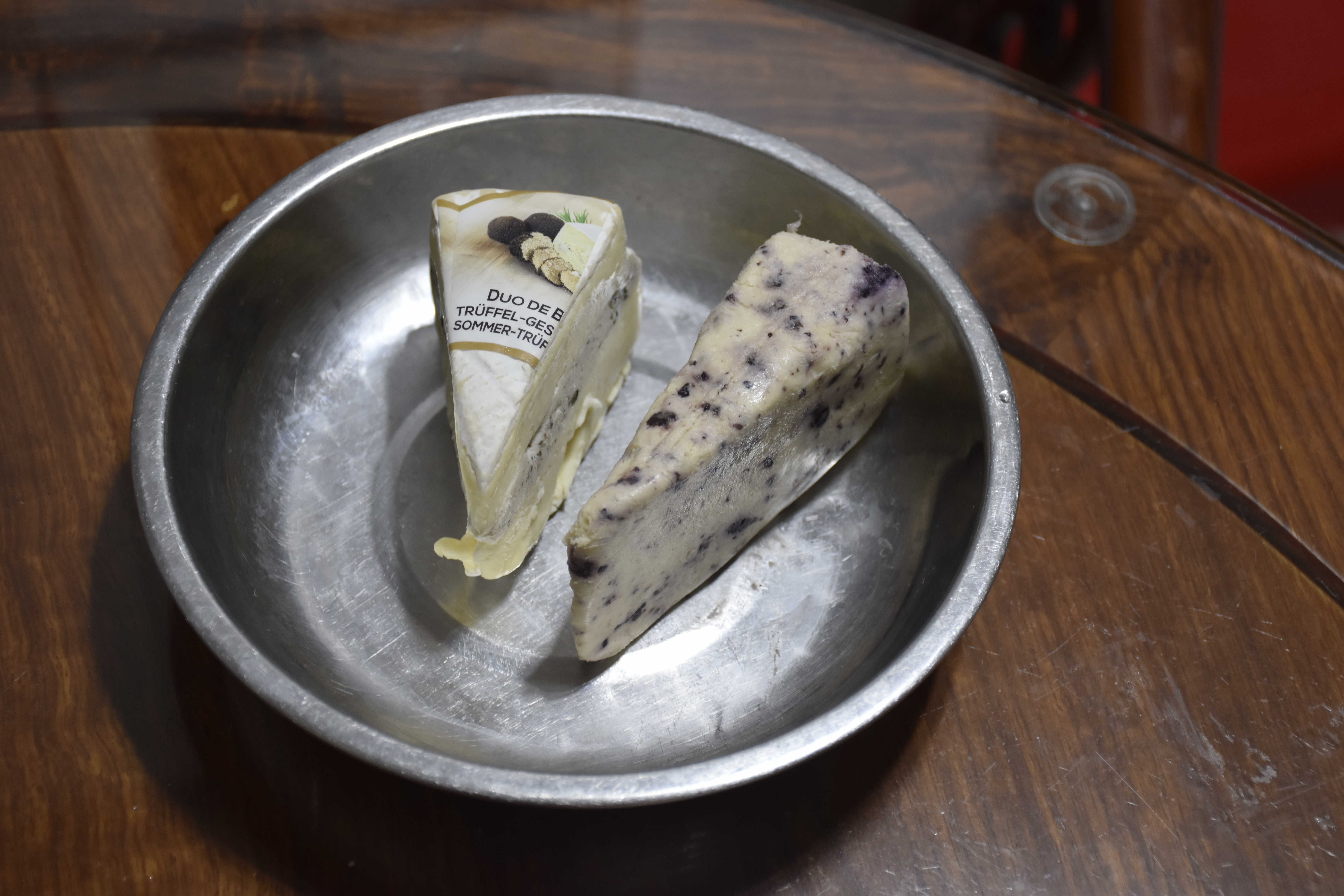
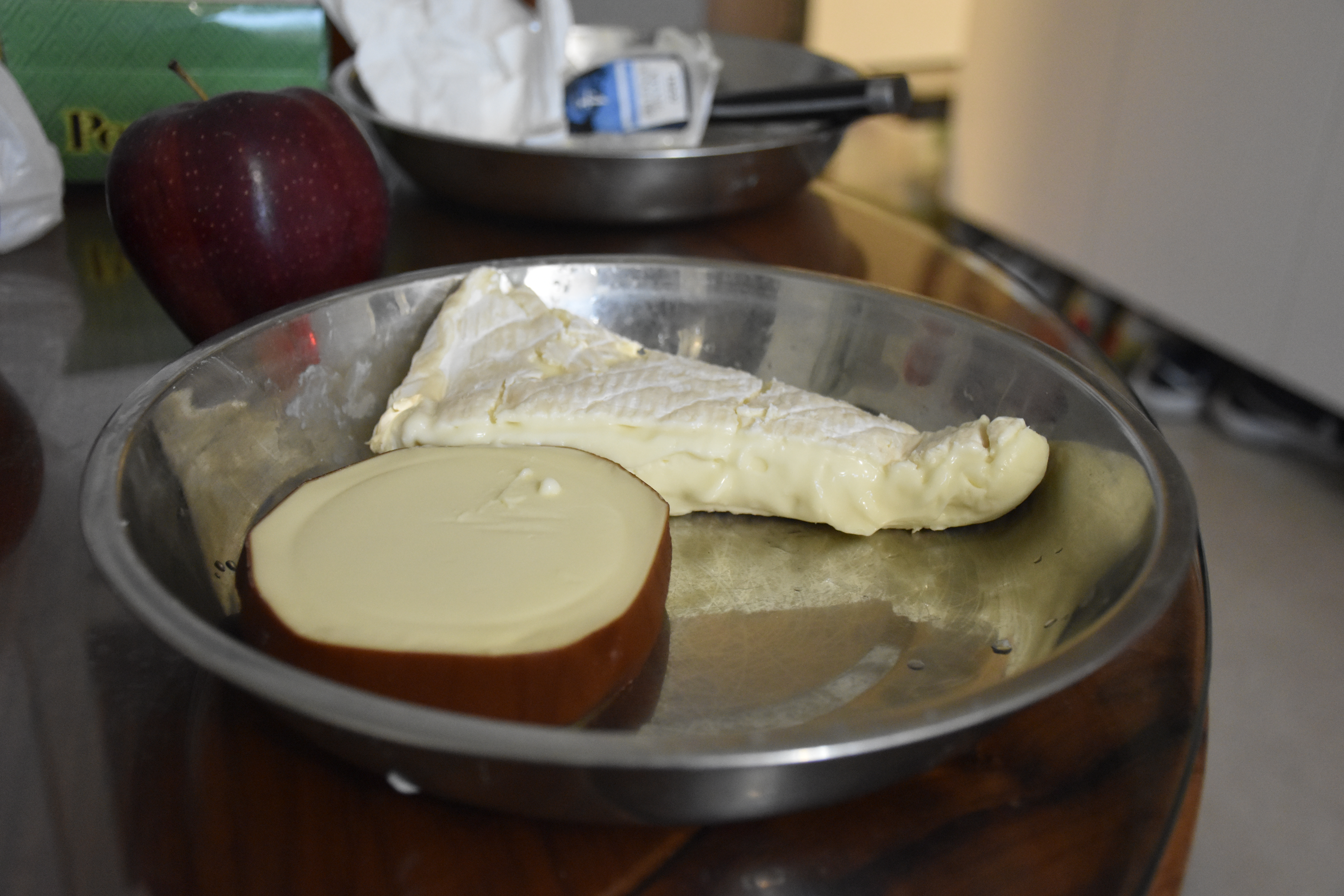
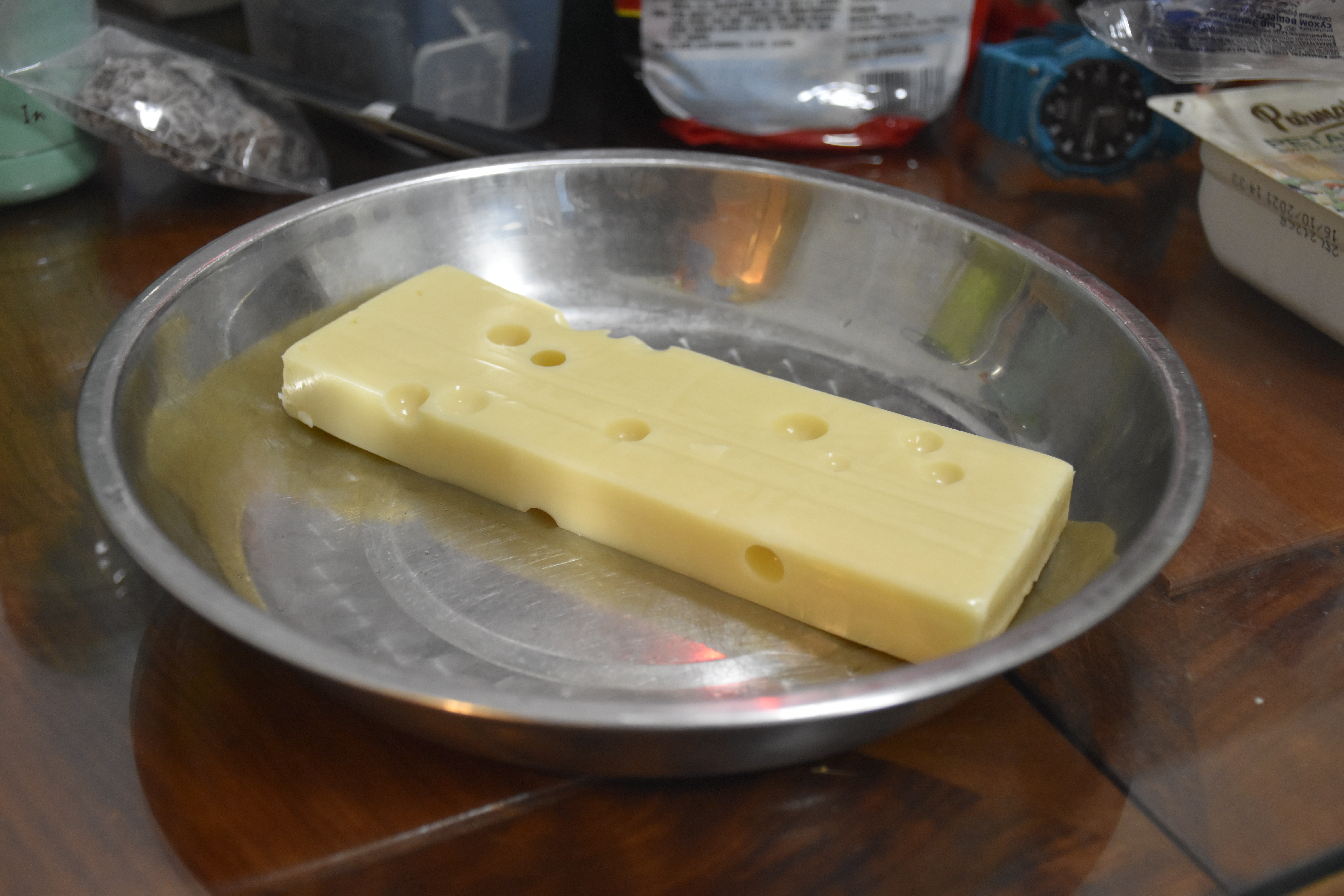
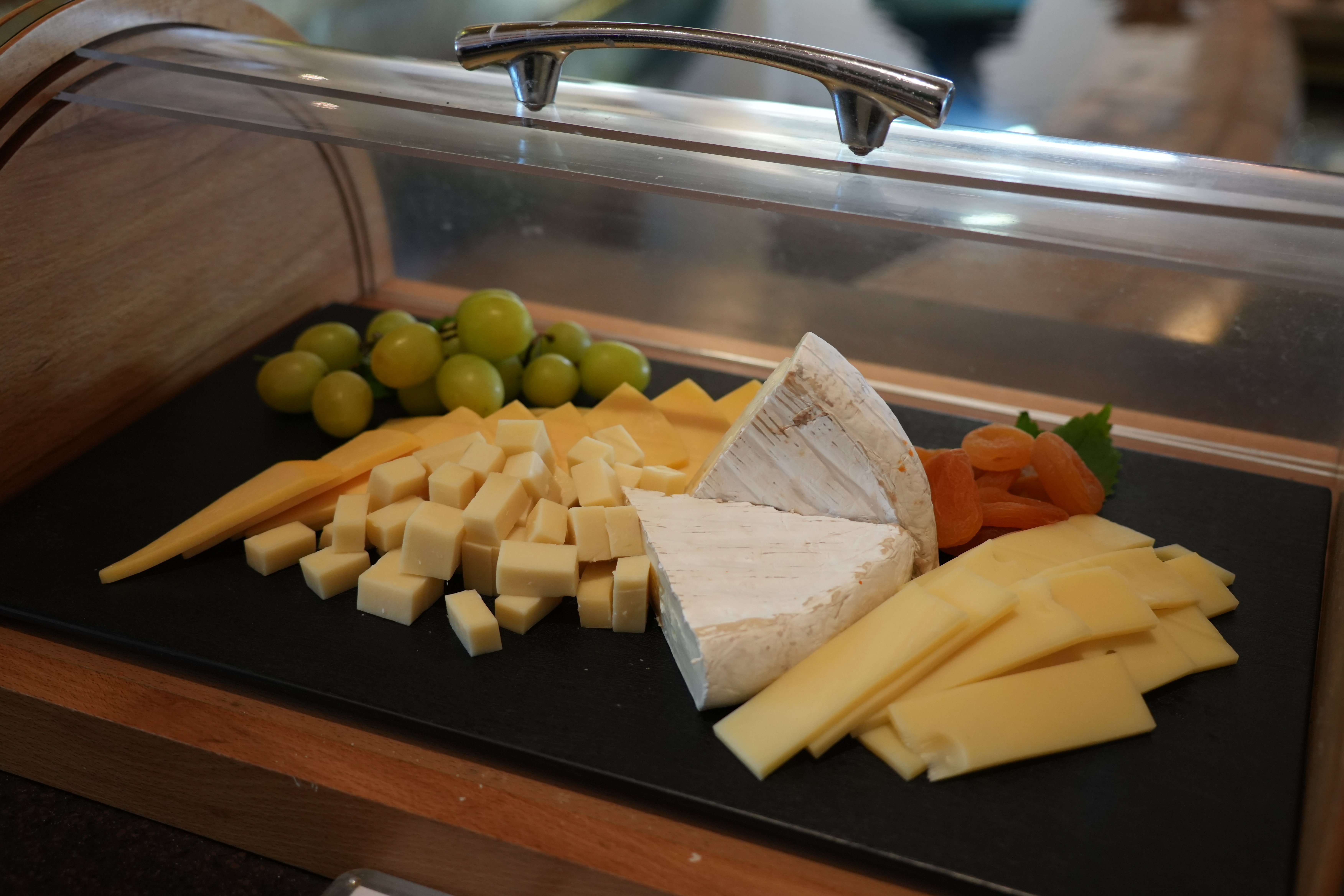